# طرابلس (لبنان)
طَرَابُلُس أو طرابلس الشام هي مدينة لبنانية عاصمة محافظة الشمال تكنى بالفيحاء. ثاني أكبر مدن لبنان بعد العاصمة بيروت. تاريخيًا نسب إليها اسم «طرابلس الشام» لتمييزها عن طرابلس الغرب، حيث كانت المدينة تابعة لما سمي بسورية الكبرى ما قبل 1948.
تقع طرابلس على بعد 85 كيلومتر إلى الشمال من بيروت كما تبعد عن الحدود السورية نحو 40 كيلو مترًا. يمتزج فيها الحاضر بالتاريخ. وعرفت طرابلس منذ القدم بموقعها الجغرافي المميز لأنها صلة الوصل ما بين الشاطئ الشرقي للبحر الأبيض المتوسط والداخل السوري والعربي، مما جعلها مركزًا تجاريًا مهما على مستوى المنطقة ومنطقة الشمال.
تضم المدينة عددًا كبيرًا من البنى التاريخية والأثرية، ومتكاملة بأحيائها، وأسواقها، ودورها، وأزقتها المتعرجة الملتوية، والمسقوفة، ومعالمها، وتضم المدينة أكثر من 160 معلمًا، بين قلعة، وجامع، ومدرسة، وخان، وحمام، وسوق، وسبيل مياه، وكتابات، ونقوش، ورُنوك، وغيرها من المعالم التاريخية والفنية.
تربض مدينة طرابلس العاصمة الثانية للجمهورية اللبنانية فوق سهل، تغسل أطرافه الغربية مياه البحر الأبيض المتوسط، وتتفيأ بظلال سفوح جبال الأرز من جهة الشرق، ويشرف عليها من الشمال الشرقي جبل الفهود (تربل)، ويخترقها في الشرق نهر أبو علي المتدفق من الوادي المقدس قاديشا، وهو يفصل بين ربوتي (أبي سمراء)، و (قبة النصر).
يعود تاريخ طرابلس إلى ثلاثة 3500 عام، حيث أسسها الكنعانيون، وتعاقبت عليها الأمم والعهود من الكنعانيين حتى الانتداب الفرنسي، مرورًا بالرومان، والبيزنطيين، والعرب، والفرنجة، والمماليك، والعثمانيين.
تحاول المدينة في الوقت الحاضر تحريك عجلتها الاقتصادية وتطوير أوجه الحياة المدنية فيها. ويعتمد اقتصادها على الصناعات الحرفية، وبعض الصناعات التحويلية الصغيرة، والسياحة.
تنقسم المدينة إلى قسمين القسم الأول هو الميناء والقسم الثاني هو المدينة نفسها إضافة إلى ضاحيتيها، البحصاص والبداوي، وشريطين ضيقين على امتداد شاطئ البحر، واحد باتجاه الشمال، والآخر باتجاه الجنوب، لتلامس مساحته 27 كيلومترا مربعا.
يبلغ عدد سكان طرابلس (الكبرى) القاطنين فيها حوالي 850 ألف نسمة تقريبًا، وتعتبر الكثافة السكانية فيه الأعلى على الإطلاق حيث تصل إلى 7086 شخصا في الكيلومتر الواحد.[بحاجة لمصدر]
وفي مايو 2024 اختارت المنظمة العربية للتربية والثقافة والعلوم، أليكسو، مدينة طرابلس لتكون عاصمة الثقافة العربية للعام 2024.

## أصل التسمية
طرابلس هي تعريب لكلمة Τρίπολις) Tripolis) اليونانية والتي تعني المدن الثلاث. ويعود الاسم حيث أسس على أرضها أول اتحاد من نوعه في عالم ذلك الزمان، لثلاث من مدن فينيقيا القديمة: صور وصيدا وأرواد، نشأت عنه مدينة فينيقية بثلاثة أحياء عمرانية وهي «محلاتا» و«مايزا» و«كايزا». شكلت تلك المدينة فيما بعد بأحيائها العمرانية الثلاثة النواة الأساسية التي قامت عليها طرابلس اليوم.
كما عرفت المدينة بأسماء مختلفة عبر العصور، ففي رسائل تل العمارنة سميت «دربلي». وفي أثار أخرى سميت «أهلية» أو وهلية. وبمنحوتات انتصارات الغزو الاشوري للمدينة، سيمت «مهالاتا»، «مهلاتا»، «مايزا» و"كايزا.
بين القرنين السادس والرابع ق. م. ارتقى شأن طرابلس بين المدن الفينيقية حيث أصبحت عاصمة للاتحاد الفينيقي، وأصبح اسمها (آثر – Athar)، وهذا ما كشفت عنه قطع النقود المسكوكة فيها بتاريخ 189 -188 ق. م. والتي صكت في العصر اليوناني ولكنها تحمل كتابة فينيقية تدل على اسم طرابلس الفينيقي.
دخلها اليونانيون في القرن الرابع قبل الميلاد، وأطلقوا عليها اسم ” تريبوليس – Tripolis “أي المدينة المثلثة. وقد ظلت تحمل هذا الاسم طوال العصور التاريخية التي تتالت عليها من الرومان حتى العرب الذين دخلوا عليها في القرن السابع الميلادي فعربوا الاسم إلى أطرابلس[بحاجة لمصدر] بإضافة الهمزة في أولها تمييزا لها عن طرابلس الغرب، ومن ثم حذفت الهمزة وأصبحت طرابلس. ولقد سميت طرابلس ومنطقتها إمارة طرابلس ثم دولة طرابلس ثم مملكة طرابلس المشرقية.
أما الصليبيون، فدعوها (تريبل) وجعلوها مركز مقاطعة طرابلس. لقبت «بالمدينة المقدسة» في النصف الأول من القرن الثاني الميلادي. كما دعيت أيام العرب بالفيحاء وما زالت هذه الصفة ملازمة لها حتى اليوم. وتسمى حاليا طرابلس الشام أو طرابلس الشرق، تمييزًا لها عن طرابلس العاصمة الليبية.

## الجغرافيا

منظر بانورامي لمدينة طرابلس الحديثة.

### المناخ
مناخ طرابلس معتدل بفضل موقعها على البحر المتوسط، شتاؤها معتدل ماطر يمتد لحوالي 4 أشهر، وصيفها حار متوسط الرطوبة يمتد حوالي ال5 أشهر، أما الخريف والربيع فهما فصلان انتقاليان، وهما الأكثر جمالا وروعة حيث تستنشق المدينة رائحة أزهار الليمون المنتشرة في البساتين.
معدل حرارتها السنوي 19,5 درجة مئوية، أدنى المعدل الشتوي 12,8 مئوية، وأعلى المعدل الصيفي 25 مئوية.
بين شواطئ طرابلس الدافئة، وجبالها العالية، أقل من ساعة واحدة تنقلنا من الصيف إلى الشتاء، ومن التزلج على الماء إلى التزلج على الثلج.
| البيانات المناخية لـTripoli, Lebanon | البيانات المناخية لـTripoli, Lebanon | البيانات المناخية لـTripoli, Lebanon | البيانات المناخية لـTripoli, Lebanon | البيانات المناخية لـTripoli, Lebanon | البيانات المناخية لـTripoli, Lebanon | البيانات المناخية لـTripoli, Lebanon | البيانات المناخية لـTripoli, Lebanon | البيانات المناخية لـTripoli, Lebanon | البيانات المناخية لـTripoli, Lebanon | البيانات المناخية لـTripoli, Lebanon | البيانات المناخية لـTripoli, Lebanon | البيانات المناخية لـTripoli, Lebanon | البيانات المناخية لـTripoli, Lebanon |
| الشهر                                | يناير                                | فبراير                               | مارس                                 | أبريل                                | مايو                                 | يونيو                                | يوليو                                | أغسطس                                | سبتمبر                               | أكتوبر                               | نوفمبر                               | ديسمبر                               | المعدل السنوي                        |
| ------------------------------------ | ------------------------------------ | ------------------------------------ | ------------------------------------ | ------------------------------------ | ------------------------------------ | ------------------------------------ | ------------------------------------ | ------------------------------------ | ------------------------------------ | ------------------------------------ | ------------------------------------ | ------------------------------------ | ------------------------------------ |
| متوسط درجة الحرارة الكبرى °م (°ف)    | 13.3 (55.9)                          | 14.3 (57.7)                          | 16.6 (61.9)                          | 19.4 (66.9)                          | 22.9 (73.2)                          | 26.0 (78.8)                          | 28.4 (83.1)                          | 28.7 (83.7)                          | 27.1 (80.8)                          | 24.3 (75.7)                          | 19.7 (67.5)                          | 15.5 (59.9)                          | 21.3 (70.4)                          |
| المتوسط اليومي °م (°ف)               | 10.1 (50.2)                          | 10.8 (51.4)                          | 13.2 (55.8)                          | 16.0 (60.8)                          | 19.7 (67.5)                          | 23.0 (73.4)                          | 25.3 (77.5)                          | 25.4 (77.7)                          | 23.7 (74.7)                          | 20.7 (69.3)                          | 16.0 (60.8)                          | 12.1 (53.8)                          | 18.0 (64.4)                          |
| متوسط درجة الحرارة الصغرى °م (°ف)    | 6.7 (44.1)                           | 7.3 (45.1)                           | 9.3 (48.7)                           | 11.9 (53.4)                          | 15.6 (60.1)                          | 19.2 (66.6)                          | 21.7 (71.1)                          | 22.1 (71.8)                          | 20.2 (68.4)                          | 17.0 (62.6)                          | 12.1 (53.8)                          | 8.7 (47.7)                           | 14.3 (57.8)                          |
| الهطول مم (إنش)                      | 150 (5.9)                            | 130 (5.1)                            | 95 (3.7)                             | 40 (1.6)                             | 18 (0.7)                             | 2 (0.1)                              | 0 (0)                                | 0 (0)                                | 9 (0.4)                              | 46 (1.8)                             | 91 (3.6)                             | 148 (5.8)                            | 729 (28.7)                           |
| المصدر: Climate-Data.org             |                                      |                                      |                                      |                                      |                                      |                                      |                                      |                                      |                                      |                                      |                                      |                                      |                                      |

### الموقع

جزيرة عبد الوهاب - طرابلس

تقع طرابلس على الساحل الشرقي للبحر الأبيض المتوسط، وتربط المدن الساحلية بمدن سوريا الداخلية، وبالتالي بمدن العراق والخليج عن طريق ممر «طرابلس - حمص» الطبيعي الذي لعب دورا مهما عبر العصور. أما بيروت واللاذقية فكلتاهما تفصلهما عن الداخل سلسلة جبلية تعيق حركة النقل وخاصة أثناء الشتاء، لذلك تعتبر طرابلس منفذا لسوريا الداخلية والعراق والخليج العربي على البحر المتوسط.
هي مركز محافظة لبنان الشمالي، والعاصمة الثانية للبنان بعد بيروت التي تبعد عنها حوالي 85 كلم نحو الشمال، وتبعد عن الحدود اللبنانية-السورية الشمالية نحو 30 كلم، تبلغ مساحتها حوالي 15 كلم2، بما فيها الميناء. وتقع أمام ساحلها مجموعة جزر صغيرة أهمها: جزيرة الرامكين وجزيرة النخل وجزيرة سنني. وقد أعلنت جميعها عام 1993 محمية طبيعية بحرية تعرف باسم محمية جزر النخل. وأقيمت منارة لهداية السفن على الجزيرة الأولى.
تشرف طرابلس على سلسلة جبلية ترتفع قممها إلى ما فوق 3000 م تكسوها غابة الأرز والثلوج الدائمة، وتنتشر على سفوح تلك السلسلة المصايف ذات المناظر الخلابة، والمياه العذبة والهواء العليل.
يخترق طرابلس نهر يتدفق من مغارة قاديشا في أعالي جبل المكمل، يعرف محليا ً بنهر أبو علي نسبة إلى «أبو علي بن عمار» أحد ولاتها من أسرة بني عمار الذين حكموا طرابلس في نهاية القرن الحادي عشر الميلادي. يشطر نهر «أبو علي» طرابلس شطرين، شرقي وغربي، يصل بينهما الجسر الجديد الذي أقيم حديثا ً بعد طوفان النهر عام 1956، وهو يغذي تربتها ويروي بساتينها التي تغطي سهلها الخصيب.

### المناطق

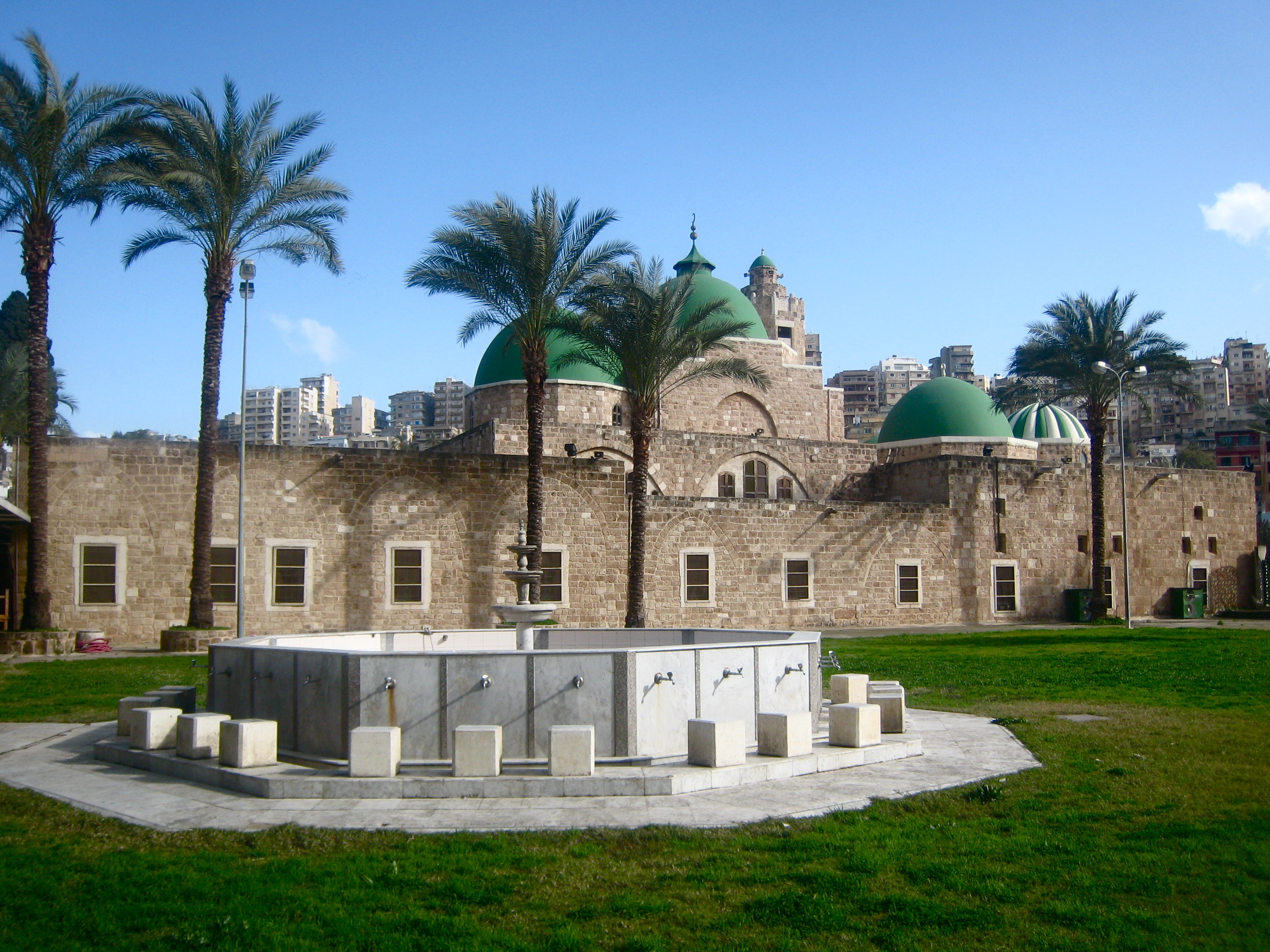

- جبل محسن،
- قبة النصر،
- باب التبانة،
- السويقة والجسرين،
- الميناء،
- باب الرمل،
- ضهر المغر،
- المعرض،
- الزاهرية.

باب الحديد،
- الرمانة،
- النوري،
- التل

### ضاحيتيها
البحصاص والبداوي، المهاترة الظاهرية (معروفة بالزاهرية). المئتين بالإضافة إلى شريطين ضيقين على امتداد شاطئ البحر، واحد باتجاه الشمال، والآخر باتجاه الجنوب. وتدخل فيه القلمون

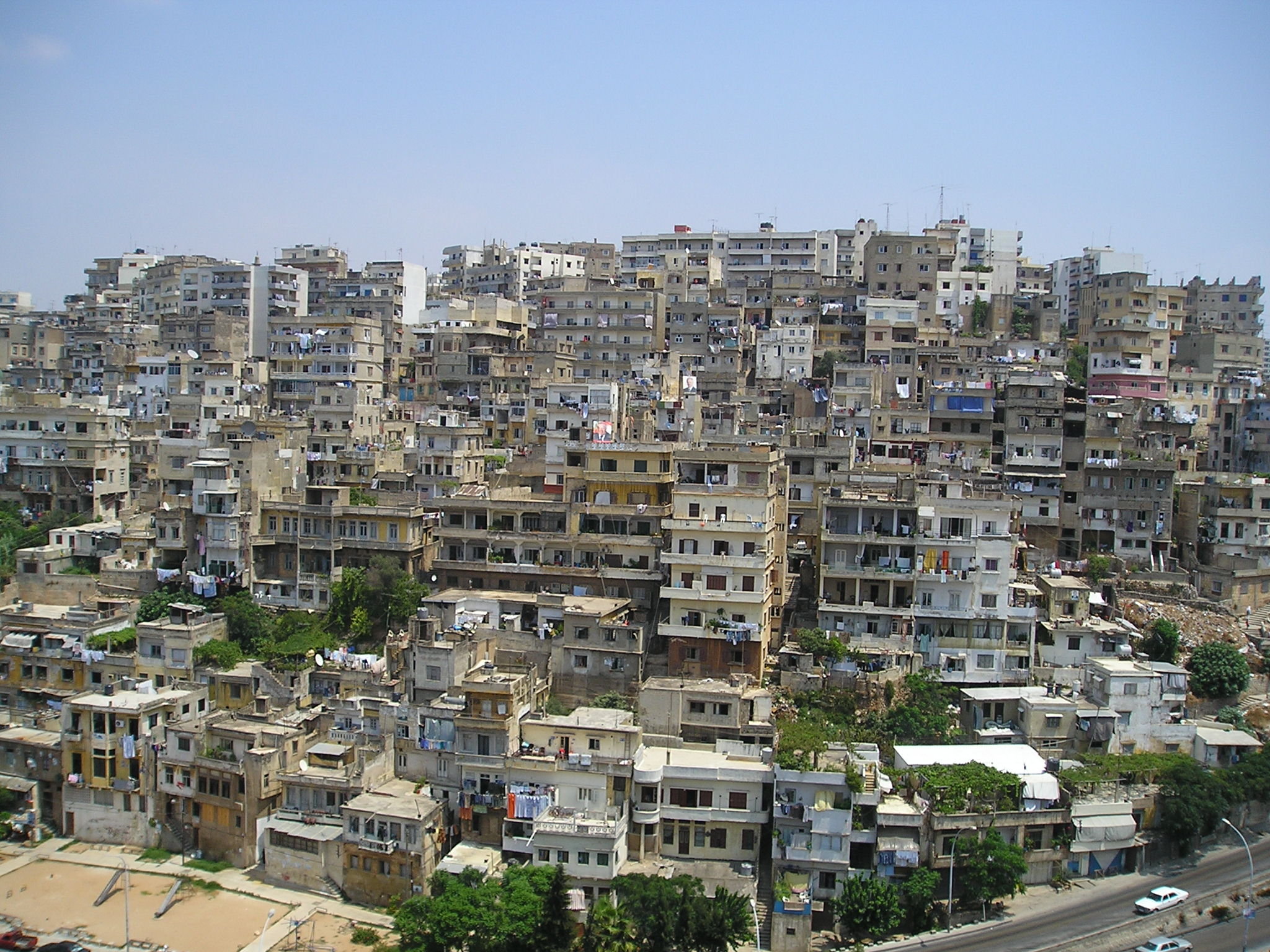
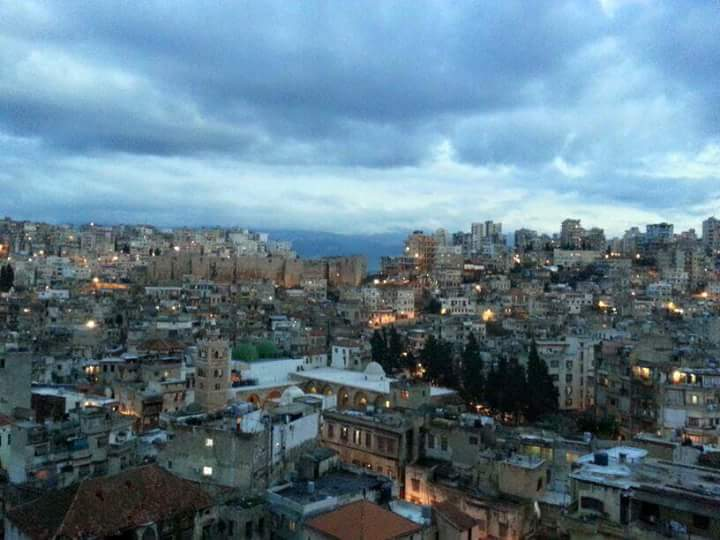
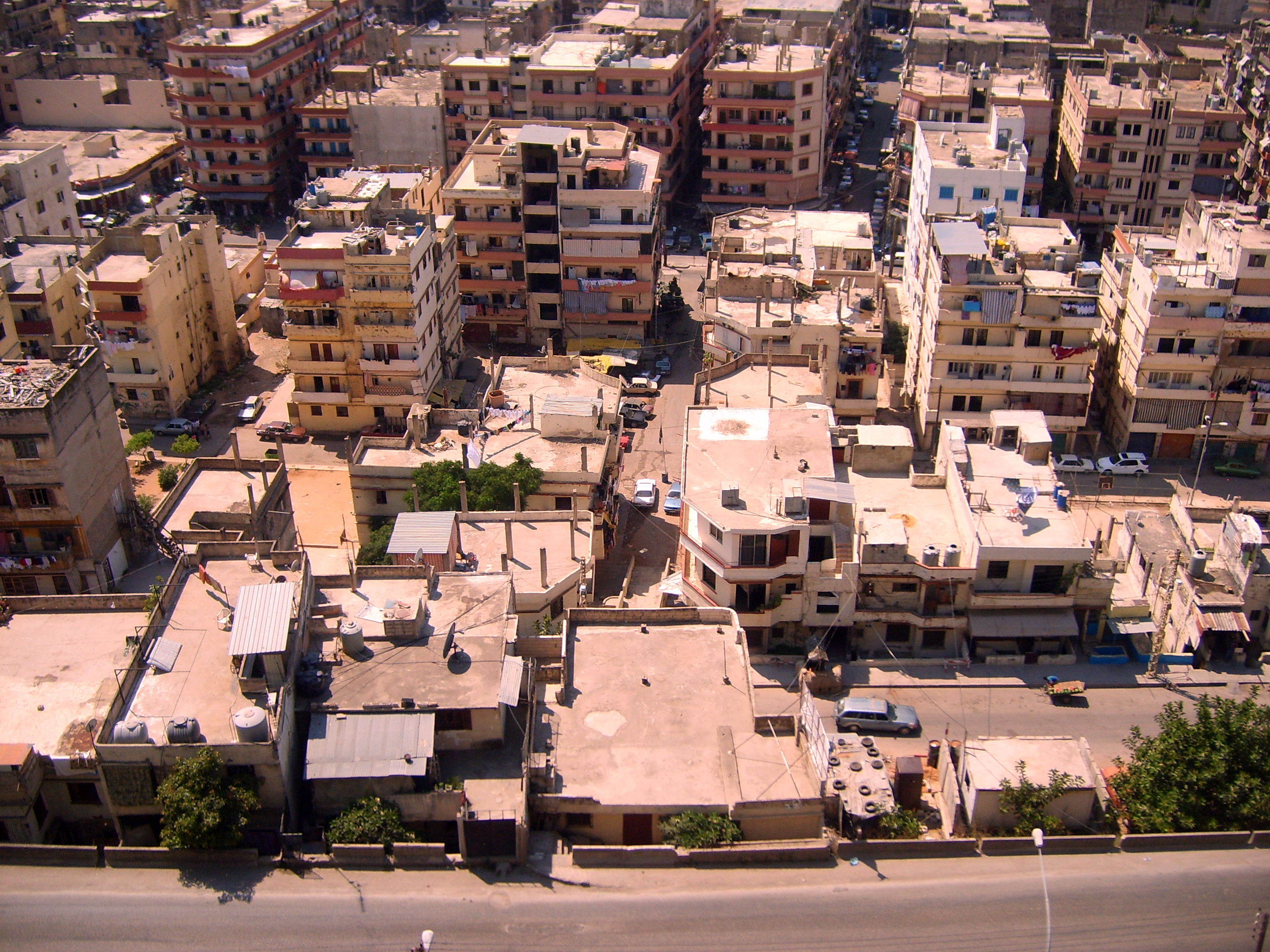
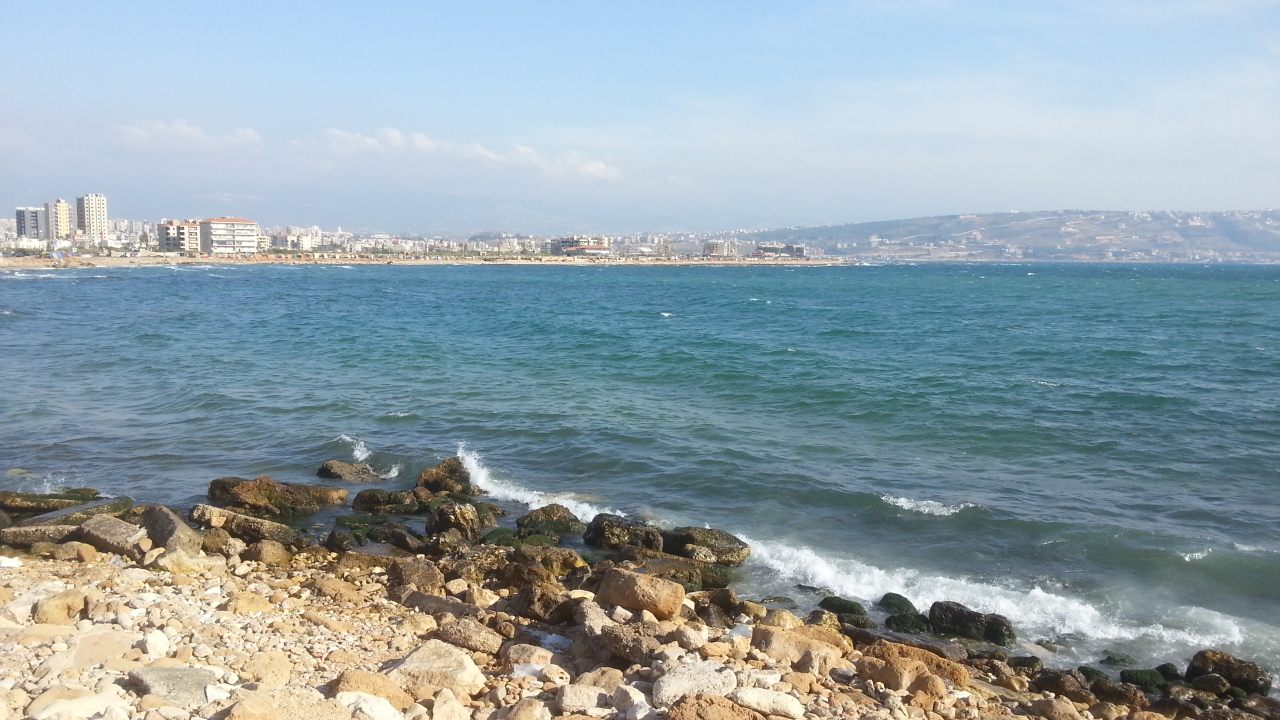

## تاريخ

### العهد الفينيقي
تؤكد المصادر التاريخية والتنقيبات الأثرية أن طرابلس كانت إحدى مدن الفينيقيين، حيث أسسوا فيها أول اتحاد لدويلات صيدا، وصور، وأرواد، وبذلك يمكن اعتبار طرابلس أول اتحاد أممي في التاريخ [بحاجة لمصدر].

### العهد الإغريقي
يتميز ساحل طرابلس بمجموعة من التشكيلات الجغرافية التي يمكن استعمالها كموانئ للسفن والمراكب، ويتميز أيضًا بوجود مجموعة من الجزر، هي الوحيدة في لبنان، وقد لعبت تلك الجزر دورًا هامًا في السيطرة على الطرق العسكرية والتجارية في المنطقة. ففي العصر الهيليني، وبالتحديد في ظل حكم خلفاء الاسكندر الأكبر، لعبت طرابلس دور قاعدة بحرية كبيرة وذات استقلالية نسبية.

### العهد الروماني
أما في العصر الروماني، بلغت المدينة أوج تطورها واحتوت على العديد من المعالم الهامة.

### العهد البيزنطي

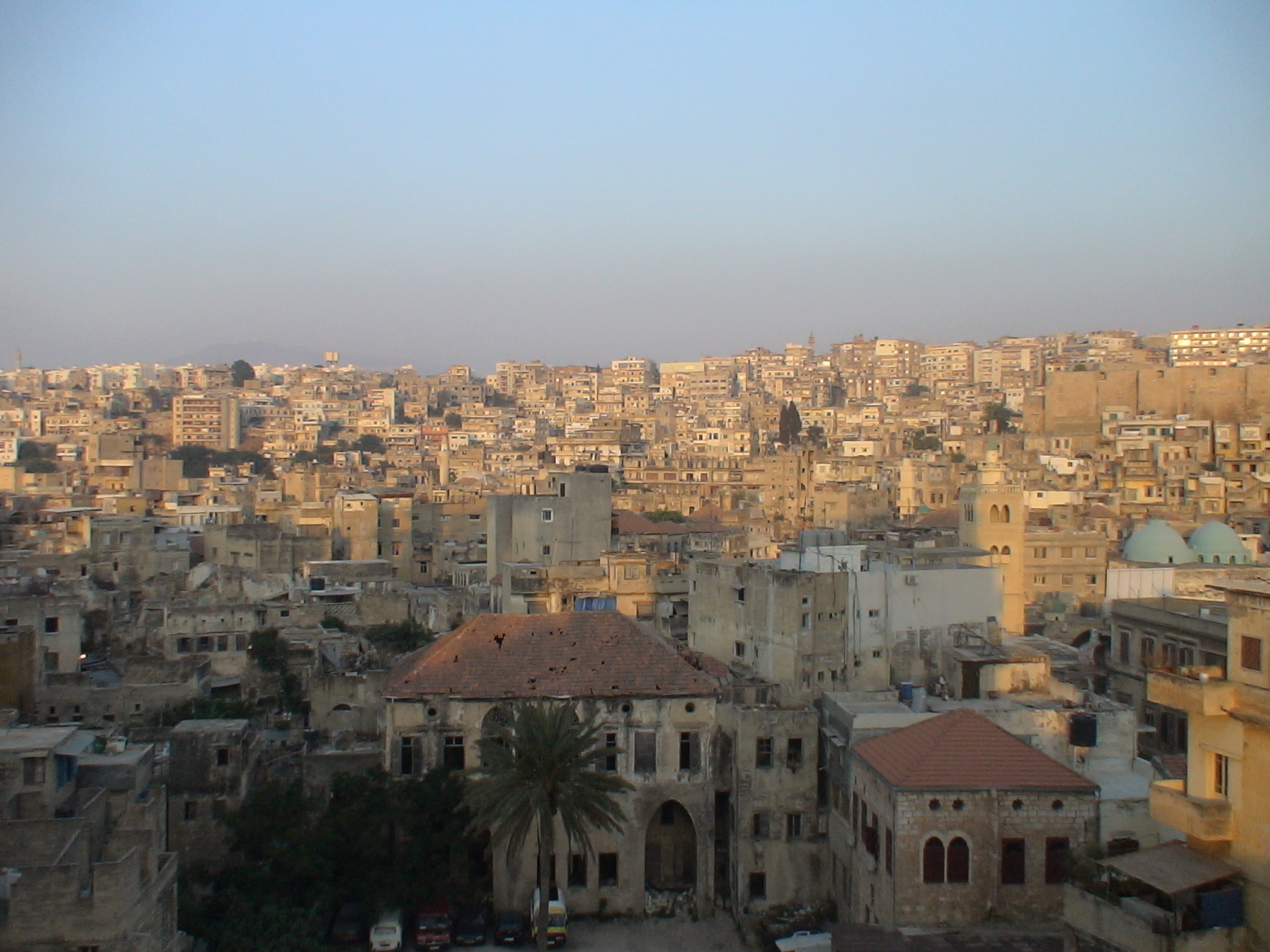
طرابلس القديمة

ودمرت طرابلس في العام 551 خلال العهد البيزنطي وذلك بفعل زلزال مدمر [بحاجة لمصدر].

### العهد الفاطمي
عادت طرابلس للعب دور هام كقاعدة عسكرية ابتداءً من العام 635 في عهدالأمويين. وفي العصر الفاطمي، تميزت طرابلس بحكم ذاتي مستقل وأصبحت مركزًا للعلم لا مثيل له في المنطقة. وفي بداية القرن الثاني عشر، حوصرت طرابلس ثم سقطت بيد الإفرنج الصليبيين في العام 1109.
تضررت معظم معالم المدينة بشكل كبير، وبخاصة مكتبتها المعروفة باسم «دار العلم» والتي كانت تضم في كنفاتها ثلاثة ملايين مخطوط وكانت تنافس في غناها مكتبة بغداد.

### العهد الصليبي

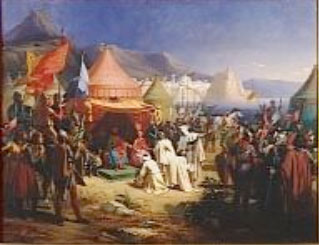
بارتلاند تولوزي

### العهد المملوكي

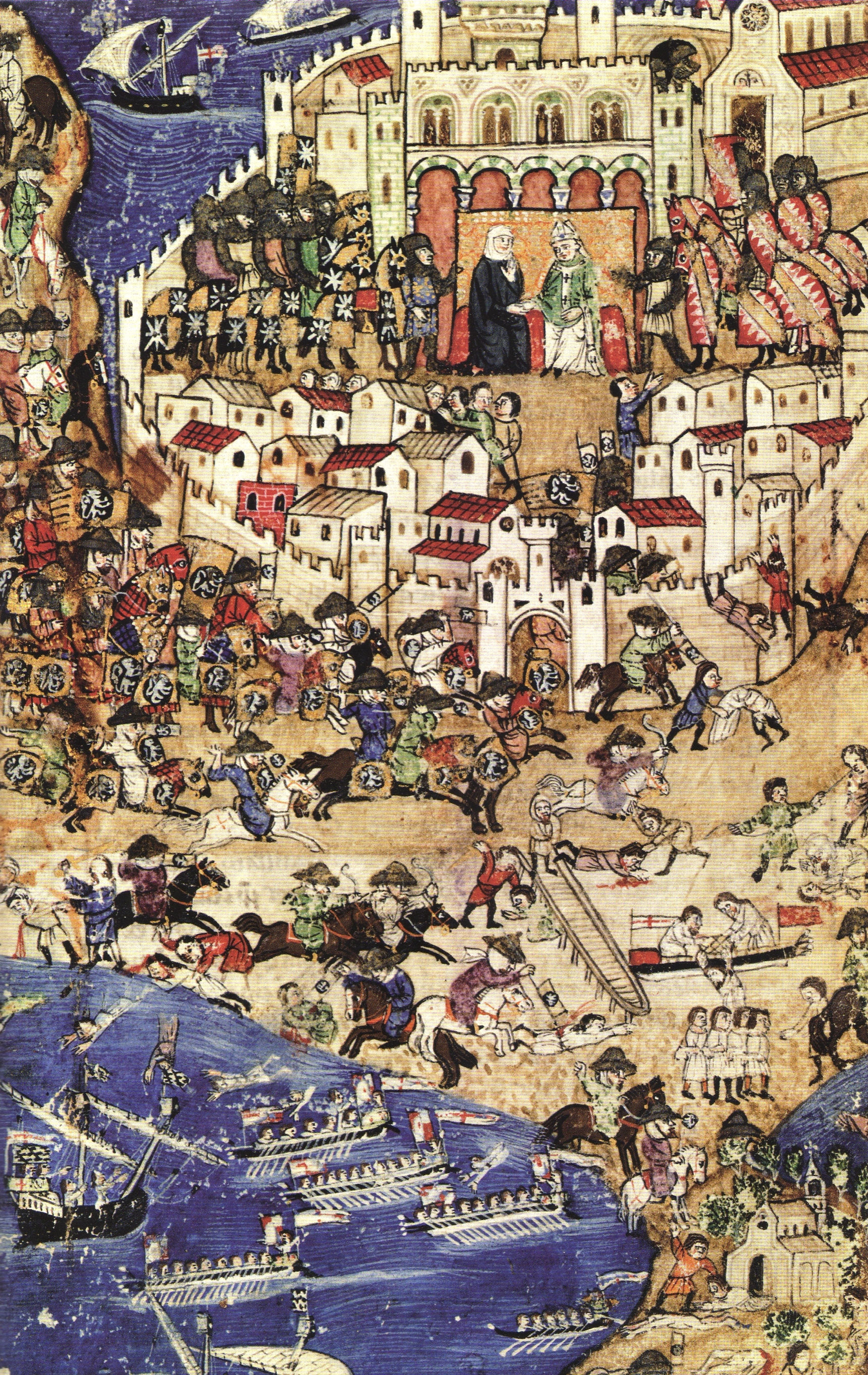
لوحة تمثل سقوط طرابلس الصليبية بيد المماليك

وفي العهد الصليبي، أصبحت مدينة طرابلس عاصمة كونتية طرابلس. وفي العام 1289، فُتحت طرابلس على يد المنصور قلاوون سلطان مصر والشام الذي أعطى أوامره بهدم المدينة القديمة، والتي كانت تقع فيما يعرف حاضرًا باسم الميناء، وبنائها من جديد في السهل المنبسط تحت قلعة طرابلس. واتخذها سلاطين المماليك طوال قرنين وربع القرن من الزمان عاصمة لنيابة السلطنة، وأقيمت فيها عشرات المساجد والمدارس، والزوايا، والتكايا، والخوانق، والربط، والحمامات، والخانات، والقياسر، والطواحين، ومن أشهر معالمها: الجامع المنصوري الكبير، وجامع التوبة، وجامع العطار، والبرطاسي، والسيد عبد الواحد المكناسي، وطينال، والمدرسة القرطاوية، والشمسية، والنورية، والناصرية، والخانوتية، والسقرقية، والطواشية، والخيرية حُسْن، والعجمية، والحمصية، والقادرية، والحججية، والظاهرية، ومن خاناتها: خان الحريريين، والمصريين، والعسكر، والصاغة (الصابون)، والتماثيلي (بالميناء)، ومن حماماتها: حمام الحاجب، وعز الدين الموصلي، والنوري، والعطار، والدوادار، وغيره. وأقيمت لها عدة بوابات في مختلف الاتجاهات، وتشعبت حاراتها ودروبها وأزقّتها الملتوية والممتدّة تحت عقود الدّور والمنازل التي توفّر لها حماية ذاتيّة بحيث تحوّلت في معظمها إلى سراديب ودهاليز وساباطات سرية لا يعرف السير فيها إلا أهلها، بمعنى أن بناءها وخِططها كانت عسكرية دفاعية حسب مقتضيات ذلك العصر، وأقيم على امتداد ساحلها من رأس الميناء إلى رأس النهر ستة أبراج حربية للمرابطة فيها، هي: برج الأمير أيتمش، وبرج الأمير جُلُبّان، وطرباي (الشيخ عفّان)، والأمير الأحمدي (الفاخورة)، والأمير برسباي (المعروف بالسباع)، وبرج السلطان قايتباي (المعروف ببرج رأس النهر)، وللدفاع عن المدينة إذا دهمها العدو. كما جرى ترميم الحصن الذي أسسه «ابن مجيب الأزدي»، وأعاد بناءه «ريموند دي سان جيل»، وحوله نائب السلطنة «سيف الدين أسندمر الكرجي» إلى قلعة كبيرة.

### طرابلس العثمانية

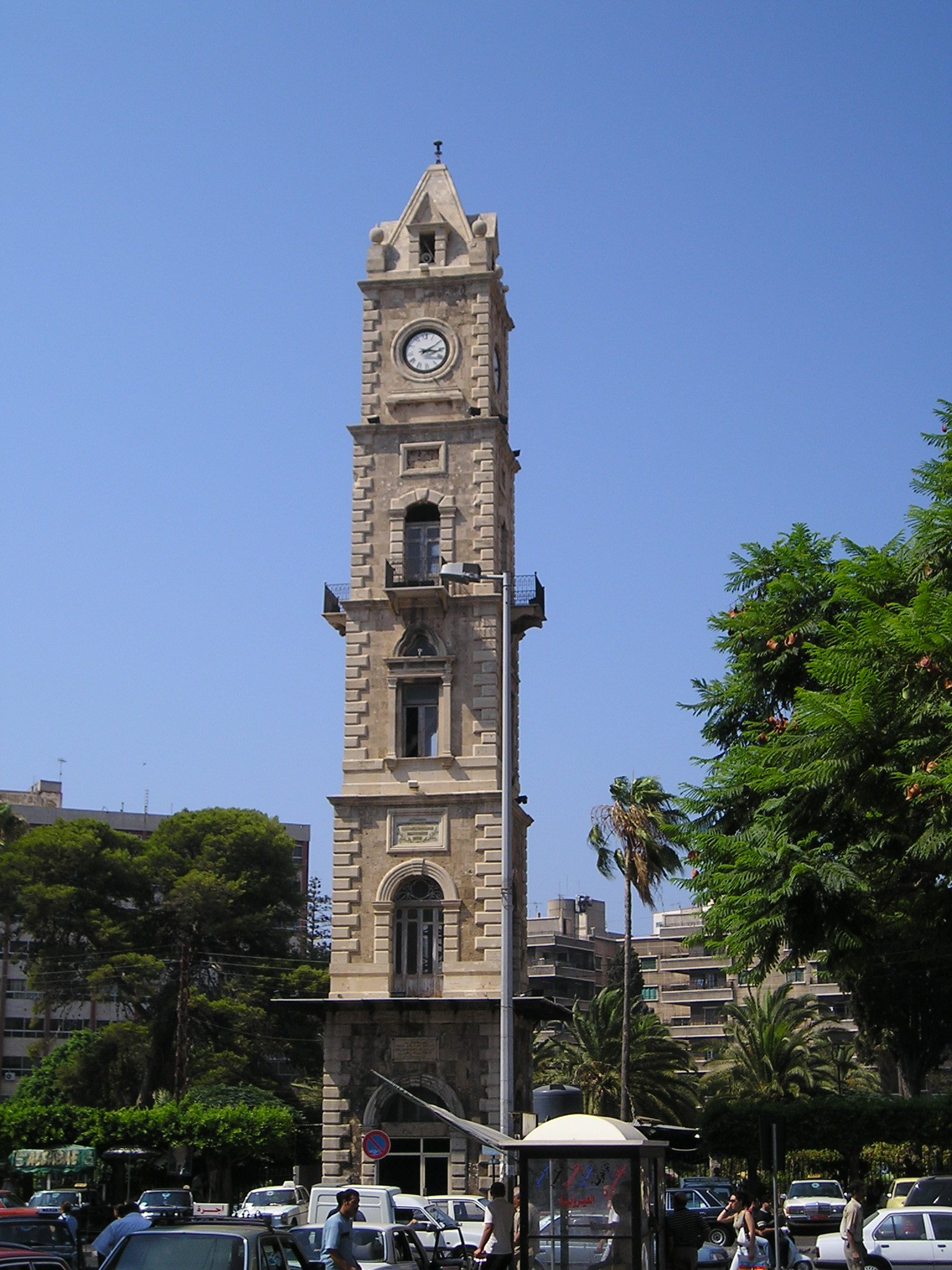
ساعة التل، هدية السلطان عبد الحميد إلى الطرابلسيين

دخلت طرابلس تحت السيادة العثمانية حين انتصر الأتراك على المماليك في مرج دابق سنة 922 هـ/ 1516 م. وأبقوا على النظام المتبع فيها بتعيين الكُفّال والنواب لبضع سنوات، إلى أن أصبحت تؤجر للإقطاعيين الذين ينيبون عنهم من يتولى حكمها وذلك اعتبارًا من سنة 928 هـ/ 1522 م.

أوجد العثمانيون عدة مناطق سكنية جديدة أحاطت بمدينة المماليك، فازدادت عمرانًا واتساعًا، وتضاعف عدد مساجدها ومدارسها وزواياها وتكاياها وحماماتها وخاناتها، حتى بلغ ما فيها 44 خانًا، وتجاورت المساجد والمدارس، بل تلاصقت، وكثر عددها بشكل يثير العجب، حتى أن المدرسة كانت تفصلها عن المدرسة القريبة منها مدرسة أخرى مجاورة، وبلغ عددها قبل ثلاثمائة سنة ونيف أكثر من ثلاثمائة وستين مسجدًا ومدرسة، على عدد أيام السنة. ومن المعالم العثمانية: تكية الدراويش المولوية، وحمام العظم (الجديد)، وجامع محمود بك السنجق، وجامع محمود لطفي الزعيم (المعلق)، والجامع الحميدي، وسبيل الباشا الوزير محمد باشا، وسبيل الزاهد، والتكية القادرية، وساعة التل. وأعادوا بناء القلعة والأبراج والحصون الساحلية والبوابات. واستعادت الميناء (طرابلس القديمة) دورها التجاري، فكثُرت فيها القنصليات الأوروبية، وأقيمت الوكالات والمخازن الضخام لاستيعاب المنتجات والبضائع الصادرة والواردة من القطن، والسكر، والصابون، والقماش، والفواكة، والثمار، والعطور، والجلود، والحبوب، وغيره.

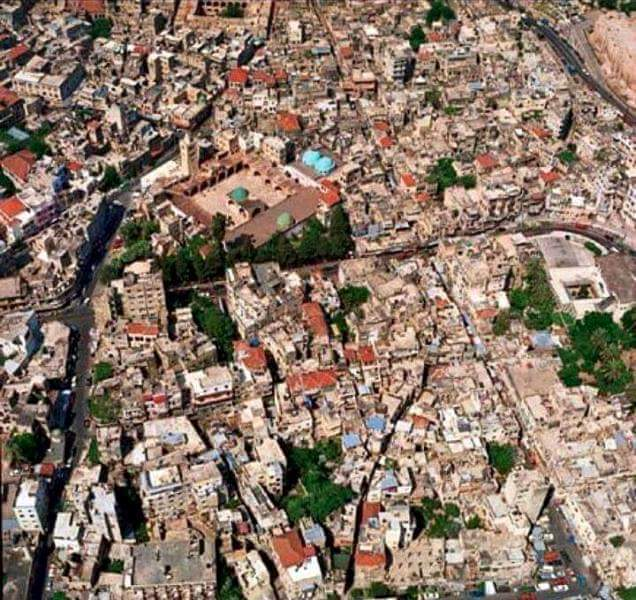
جزء من المدينة القديمة في طرابلس شمال لبنان

يعتبر عهد الأتراك في طرابلس أطول العهود الإسلامية التي خضعت لسيادتها، حيث امتد حكمهم نحو نيف وأربعة قرون، باستثناء ثماني سنوات خضعت فيها للحكم المصري حين دخلها إبراهيم باشا ابن محمد علي الكبير سنة 1832 م. واتخذها قاعدة عسكرية أثناء حملته على بلاد الشام وأقام فيها. وعادت إلى الأتراك العثمانيين بعد جلاء المصريين عنها سنة 1840 م. ثم خضعت للانتداب الفرنسي سنة 1918 م. فكانت «ساعة التل» آخر ما تركه العثمانيون من آثار في طرابلس.

### طرابلس المعاصرة
بقيت رائدة المدن الساحلية حتى عام 1920، عندما أصبحت كغيرها من المدن الساحلية جزءًا من دولة لبنان الكبير.
ومع دولة الاستقلال 1943، أصبحت طرابلس العاصمة الثانية بعد مدينة بيروت، وأصبحت عاصمة محافظة لبنان الشمالي.

## السكان
يبلغ عدد سكان طرابلس الكبرى حوالي 850 ألف نسمة، وتواجد في طرابلس طوائف عديدة، من المسلمين؛ ويشكل المسلمون من أهل السنة والجماعة يشكّلون الغالبية في المدينة.

## التنقيبات الأثرية

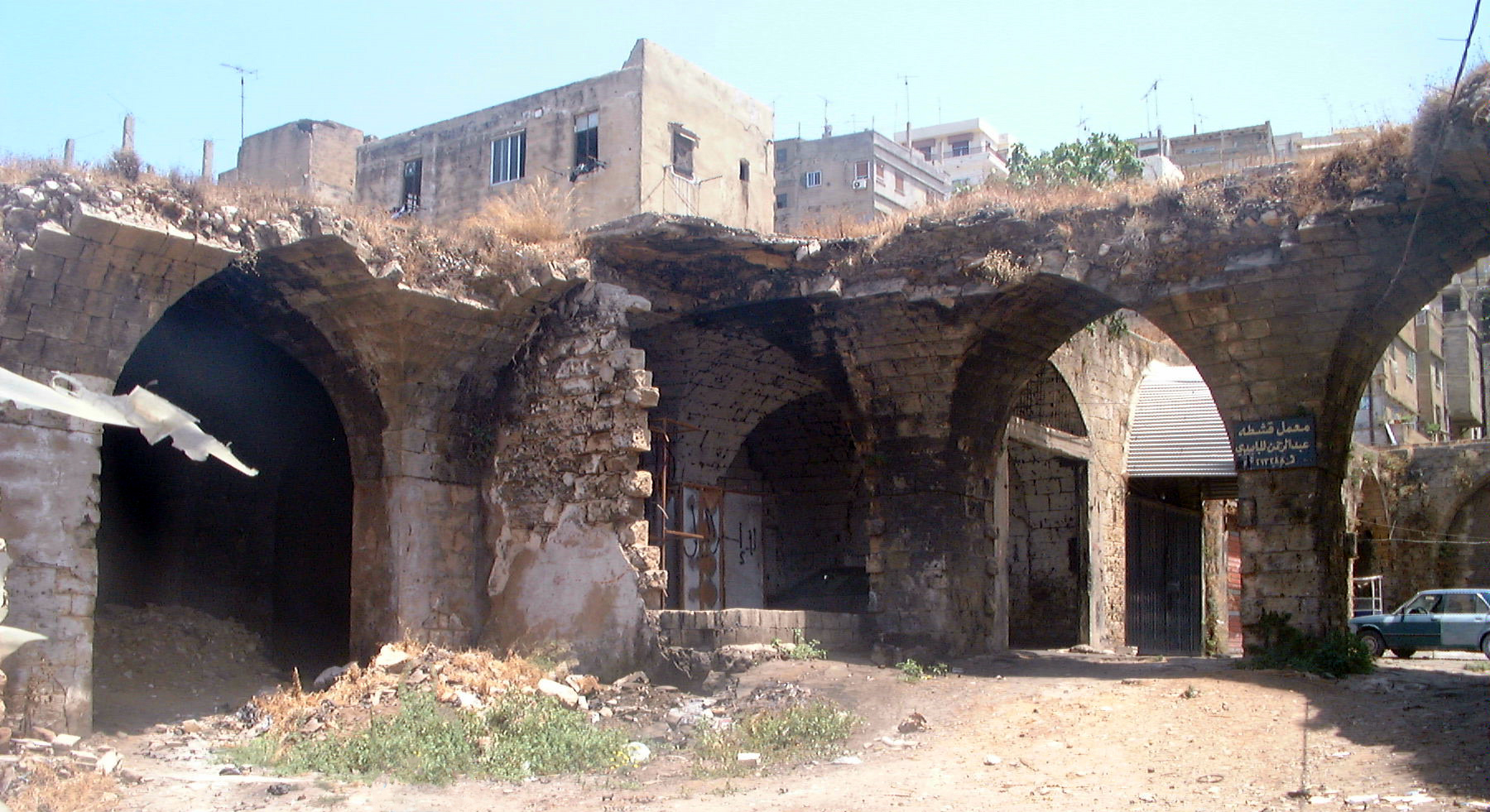
آثار في طرابلس.

لم تجرِ في طرابلس أيّة أعمال تنقيب أثرية منظمة، وذلك لأن معظم المناطق الأثرية القديمة تقع أسفل المنطقة المعروفة حاليًا باسم الميناء والمكسوة حاليًا بغطاء عمراني كثيف يشوّه الرؤية.
ومكّنت بعض أعمال التنقيب الصغيرة من الكشف عن بعض ثروات العهود القديمة منها الطريق إلى المرفأ البحري الجنوبي، وبعض المدافن التي تعود إلى العهد الهيليني.
وكشفت أعمال التنقيب داخل قلعة طرابلس عن العديد من الآثار التي تعود إلى العصر البرونزي، وعصر الحديد، وكذلك إلى العهود الرومانية، والبيزنطية، والفاطمية.

## معالم
فاق عدد آثار طرابلس في آخر إحصاء أجرته بلديتها منذ أكثر من عشر سنوات المئتي أثر. هذا العدد يجعلها موقعًا أثريًّا هامًا.
تُعتبر طرابلس المدينة الأولى بثروتها التُراثية على الساحل الشرقي للبحر المتوسط، وهي الثانية بآثارها المملوكية بعد القاهرة، وتمثل متحفًا حيًا يجمع بين الأوابد الرومانية والبيزنطية، والآثار الفاطمية والصليبية، والعمارة المملوكية العثمانية، وتعود أغلبية هذه الآثار إلى العهد المملوكي، يليه العهد العثماني فالعهد الصليبي والبيزنطي، ويقول المؤرخون أن مباني مدينة الميناء الحديثة قائمة على أنقاض المدينة البيزنطية.

### دور العبادة

#### المساجد

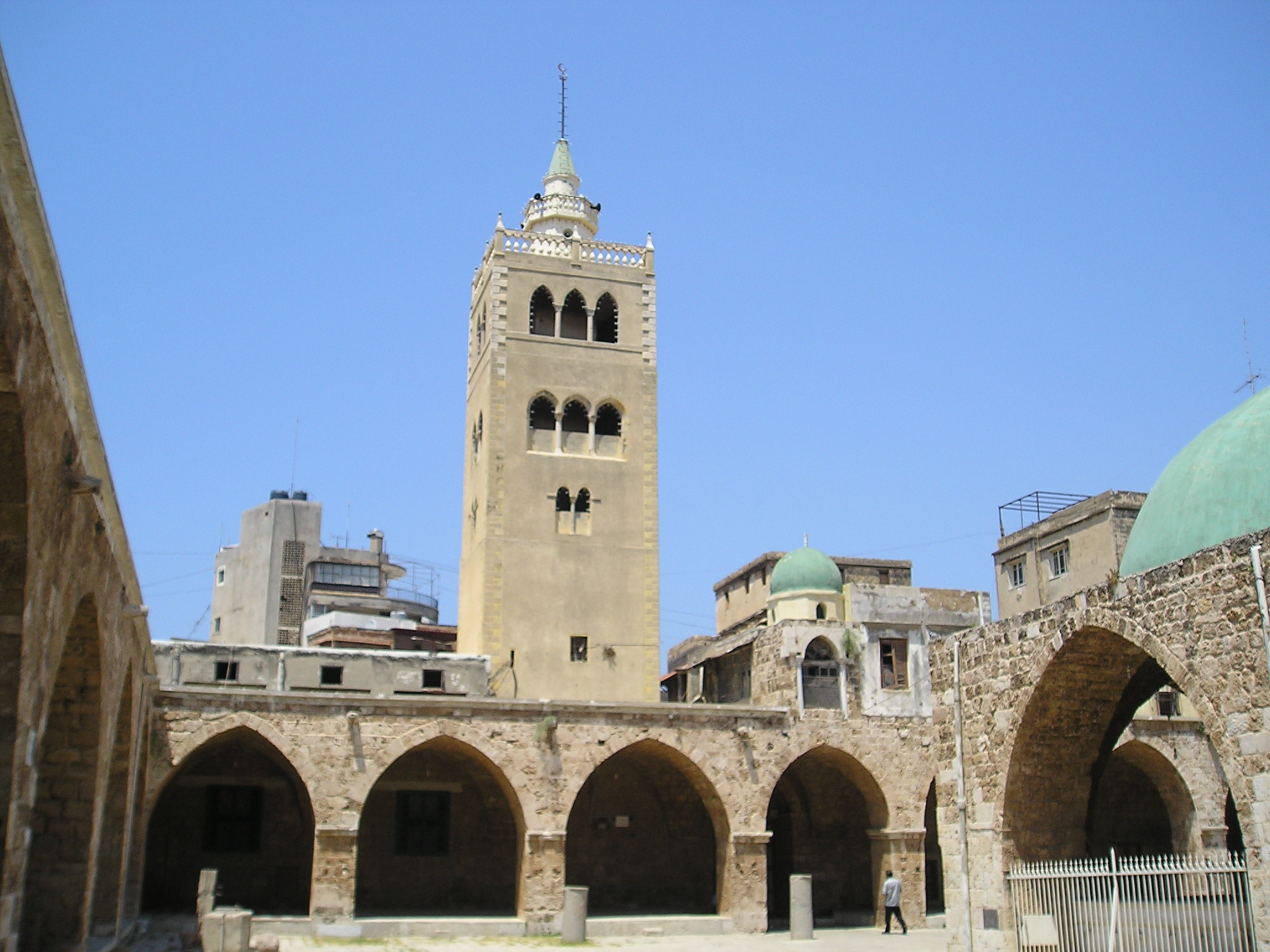
Minaret of the الجامع المنصوري الكبيرمسجد الأمير سيف الدين طينال

تُعرف مدينة طرابلس بكثرة المساجد والتكايا والزوايا والمدارس الدينية التي يعود بناؤها لأيام المماليك والعثمانيين من بعدهم، حيث عماراتها المزخرفة وقناطرها المتناثرة. ويوجد في طرابلس العديد من الجوامع العريقة ومعظمها ذات طراز مملوكي ومنها:
- الجامع المنصوري الكبير: يعد من أعظم المساجد الجامعة في طرابلس أسسه السلطان الأشرف خليل بن قلاوون في العام 1294 م. وهو أكبر وأقدم جوامع المماليك في طرابلس ولبنان على الإطلاق.
- جامع العطار: من أكبر جوامع طرابلس وثالثها من حيث الأهمية بني في عصر المماليك. أسسه «بدر الدين بن العطار» أحد عطاري طرابلس الأثرياء سنة 1325 م على نفقته الخاصة فنسب إليه.
- جامع البرطاسي: يعرف بجامع ومدرسة البرطاسي أو البرطاسية، وسمي نسبة إلى مؤسسة «عيسى بن عمر البرطاسي» عام 1310 م. وهو من أجمل الجوامع المملوكية.
- جامع الأويسي: حمل اسم مشيّده «محي الدين الأويسي» الذي بناه عام 865 هـ. وفيه ضريح لمحمود بك السنجق، صاحب المسجد المعروف باسمه في التبّانة.
- جامع التوبة: بني في عصر المماليك على يد السلطان الناصر محمد بن قلاوون نحو عام 1315 م. وجُدد في عهد ((بني سيفا)) أمراء طرابلس في العصر العثماني عام 1612 م.
- جامع طينال: أجمل وأفخم جوامع طرابلس ولبنان، بناه الأمير سيف الدين طينال الأشرفي الحاجب عام 1336 م. وهو يضاهي أجمل جوامع القاهرة ودمشق.

إضافة إلى ما ذكر من مساجد هناك عشرات أخرى تزخر بها طرابلس ومنها: جامع السيد عبد الواحد المكناسي المغربي الطراز، مسجد البهاء، جامع شرف الدين الذي أسسه حاكم طرابلس العثماني، جامع الحميدي نسبةً للسلطان العثماني عبد الحميد الثاني الذي جدده، مسجد الحُجَيْجيّة وهو من بقايا الأبنية الصليبية، جامع أرغون شاه بناه الأمير المملوكي أرغون الإبراهيمي، جامع الطحام المملوكي، جامع المعلق العثماني.

#### الكنائس وحي النصارى
حي النصارى في طرابلس يشكل مجمعًا أثريًا مسيحيًا حيث تتجمع عدة كنائس، أقدمها كنيسة مار نقولا للروم الأرثوذكس التي كانت في الأساس مصبغةً لأسرة طرابلسية مسلمة تنازلت عنها وحُولت إلى كنيسة عُرفت بكنيسة السبعة، وجرى تأسيسها عام 1809 م. وبقرب كنيسة مار نقولا أقيمت كنيسة مار جاورجيوس للروم الأرثوذكس بين عامي 1862 و1873 م. وكنيسة مار ميخائيل للموارنة، وقد بُنيت عام 1889 م. تقابلها كنيسة صغيرة للاتين مُلحَقة بمدرسة الطليان. وعلى مقربة من شارع الكنائس هناك كنيسة مار يوسف للسُريان الكاثوليك، وكانت في الأساس للفرنسيسكان، وبُنيت في القرن 19 م. إضافة إلى ما ذكر عثر بجوار الجامع الأويسي على آثار كنيسة من عهد الصليبيين. ويشكل المسيحيين حوالي 5% من سكان المدينة، وتصل عدد المسيحيين في طرابلس مع القبة ما يقارب 30,000 مواطن، وتشير المصادر إلى هجرة العائلات المسيحية الطرابلسية من المدينة إلى الضواحي أو بيروت. ويضم المجتمع المسيحي حوالي 35 كنيسة في طرابلس.

### المدارس
من المدارس التي بنيت بمعظمها في عصر المماليك:
1. مدرسة الشيخ الهندي المعروفة بالمشهد وتحتوي على زخارف ملونة في الخارج والداخل،
2. مدرسة الشمسية وهي أقدم مدارس المماليك في لبنان وهي تقدم أقدم نموذج للبيوت المملوكية القديمة، المدرسة الناصرية التي بناها السلطان الناصر حسن بن محمد بن قلاوون،
3. مدرسة الأمير شهاب الدين قرطاي التي تضاهي ببوابتها الشمالية أجمل وأفخم مساجد القاهرة ودمشق، المدرسة العجمية في أحدٌ أقدم وأحصن الأزقة في المدينة وأضيقها، المدرسة الظاهرية،
4. المدرسة النورية التي تحتوي على أجمل محراب وبها قبر بناه الأمير المملوكي طرمش الدوادار،
5. المدرسة السقرقية التي بناها الأمير سيف الدين.
6. إضافة إلى ما ذكر هناك:
7. مدرسة الرفاعي من العصر العثماني،
8. مدرسة الأمير سنجر الحمصي،
9. مدرسة القاضي أوغلو العثماني، المدرسة القادرية من عصر المماليك من القرن 14 م،
10. المدرسة الطواشية من عصر المملوكي، وهي من أجمل مدارس طرابلس ذات التأثيرات الأندلسية، وغيرها...

### مقامات ومزارات
- مقام والي طرابلس العثماني أحمد باشا الشالق المؤرخ عام 1665 م،
- مقام عبد السلام المشيشي من أهل المغرب.
- مزار السيدة للروم الأرثوذكس، من العصر الصليبي، يزوره المؤمنون إلى الآن، وتظهر الحروف اللاتينية منقوشة على عقده.

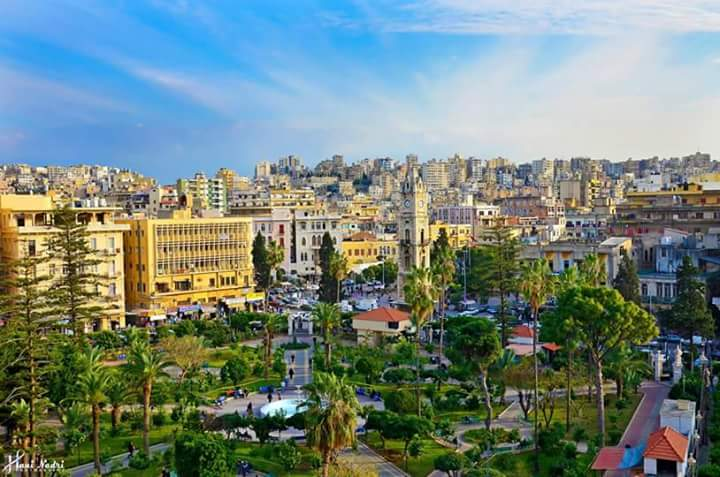
حديقة البلدية في طرابلس " المنشية "

### الساحات
- الساحة المركزية في طرابلس هي «التل» التي فيها الساعة العثمانية ذات الطبقات الخمس، المُهداة من السلطان عبد الحميد الثاني وبجوارها حديقة المنشية وترى من حول ساحة التل المباني السكنية والتجارية والفنادق ذات الطراز العثماني.
- ساحة الكورة التي تتجاور بها العمارة العثمانية والحديثة، وفي جوارها.
- ساحة السلطان الأشرف خليل بن قلاوون النجمة سابقًا حيث بداية حدود المدينة القديمة.
- ساحة الحمصي التي تُعرف حاليًا بالتربيعة.

### الأسواق

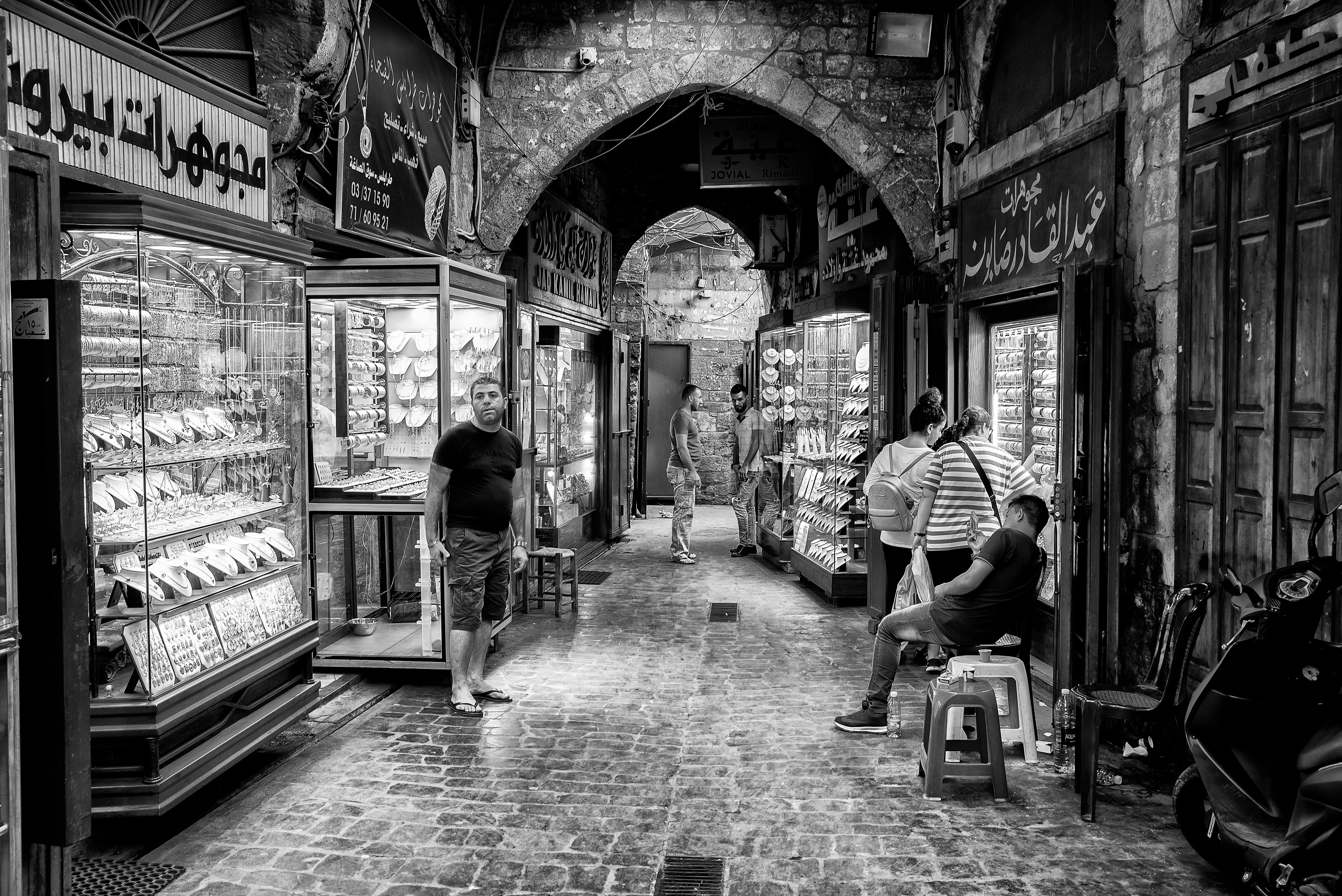
سوق قديمة في طرابلس

- سوق النحاسين الذي أنشئ في العهد المملوكي وهو خاص طبعًا كما يدل اسمه بالنحاسيات.
- سوق الصياغين الذي يعد من أجمل وأقدم أسواق طرابلس، وهو خاص بمحلات صياغة وبيع الذهب والمجوهرات المصنعة، أو المستوردة من الخارج.
- سوق البازركان الذي يعد قلب الأسواق النابضة بالحياة، المتخصص بالأقمشة بأنواعها وألوانها.
- سوق حراج وهو من عصر المماليك وربما أقدم من ذلك، ويحتوي على الأعمدة الغرانيتية المرتفعة التي تتوسط ساحته، والأعمدة الضخمة القائمة داخل الحوانيت حول الباحة.
- سوق الكندرجية وهو أحد الأسواق المزدحمة بالمارة، وفيه محلات بيع الملابس وأحدث الأزياء. وأخيرًا سوق العطارين المتخصص بالعطارة.

### الأحياء والأزقة
أما الأزقة التاريخية فعديدة ومنها: زقاق النمل، الحمام، الأسرار، المهاترة، البرطاسية، سيدي عبد الواحد الذي يمتاز بأن نصفه مسقوف بالمساكن، وهو الطابع السائد في تخطيط المدينة القديمة، وزقاق رباط الخيل وفوقه كتابة منقوشة، ونوافذ حربية لرمي السهام.

### الخانات

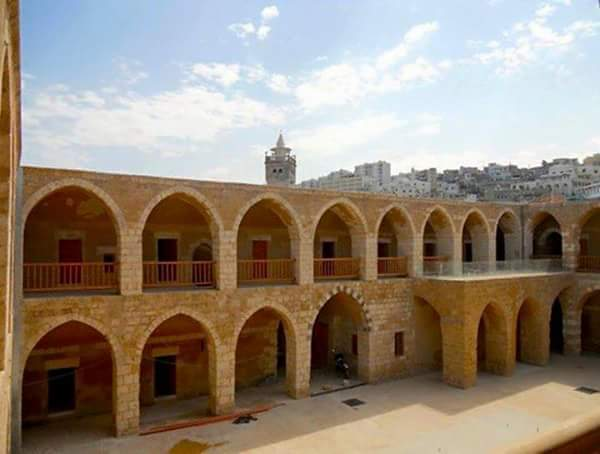
خان العسكرحارة قديمة في طرابلس شمال لبنان

تعتبر خانات طرابلس مقصد السواح وخصوصا عالموا الآثار. وتقع في وسط المدينة، وهي من خلال عددها ومساحتها تبيّن أهميّة التجارة وخصوصًا الأهميّة الأقتصادية لهذه المدينة مما يفسّر وجود هذا العدد الكبير من الخانات العائد معظمها إلى العهد المملوكي.
للخانات وظائف عديدة فهي وبالإضافة إلى كونها موقع لبيع وشراء البضائع، تستعمل أيضا" لتخزين البضاعة وكمكان سكن التجار لأنه يستلزمهم أكثر من يوم لبيع منتوجاتهم.
1. خان الصابون المعروف أيضًا بخان العضيمي كان في البداية يستعمل كثكنة عسكرية للجيش العثماني وتحول وبطلب من السكان المحليين في طرابلس إلى مصنع الصابون. وما يميّزه أنه الوحيد الذي لا يزال يحتفظ ببابه الأصلي المصنوع من الخشب.
2. خان العسكر الذي بني في عصر المماليك أواخر القرن 13 بهدف استعماله كثكنة للجيش مما يفسّر اسمه. وهو من أكبر الخانات في طرابلس ويتميّز ببنائه الذي يتألف من مبنيين.
3. خان الخياطين المعروف أيضًا بخان الحريريين يعود للعصر المملوكي. وكما يدل اسمه، فهو مخصص للخياطين، ويقال أنه بني على بقايا مبنى صليبي مما يزيد من أهميته تاريخيًا. ويتميّز بتصميم مختلف فهو كناية عن شارع مقفل.
4. خان المصريين الذي أقيم على ما يبدو في النصف الأول من القرن 14 للميلاد ويتألف من فناء تتوسطه بركة ماء وتحيط به طبقتان، خصصت السفلى منهما للبهائم والبضائع فيما خصصت العليا للنزلاء. وتطل هذه الغرف على الفناء من خلال أروقة معومدة.

ومن خاناتها أيضًا: الصاغة، التماثيلي (بالميناء)، الخشب، والجاويش.

### الحمامات
أثر في طرابلس الوجود التركي ومن آثاره وجود الحمامات العامة، والتي قامت في الاصل لحاجة النظافة والطهارة طبقا للشريعة الإسلامية، بسبب قلة المياه الواصلة إلى البيوت.
ومن حمامات المدينة:
1. حمام النزهة الذي أتى عليه طوفان نهر أبو علي، حمام الطوافية الذي لم يبق منه شيء، حمام القاضي الذي بُني عام 1340 وأزيل لاحقًا، حمام العطار الذي لم يبق منه سوى واجهته الغربية،
2. حمام الداودار الذي يعتبر أجمل حمامات طرابلس، حمام الحاجب الذي لا تزال آثاره ظاهرة على الضفة الشرقية لنهر أبو علي، حمام القلعة،
3. حمام الجديد أو القراقيش وهو من الطراز العثماني يقع في محلّة الحدادين، بناه إبراهيم باشا العظم، حمام النوري المملوكي بناه الأمير سنجر بن عبد الله النوري سنة 1310 م وفَقَد وظيفته بسبب وضعه السيّئ،
4. حمام العظم أو الحمام الكبير الذي يقع تحت عقد الجامع الكبير في مدينة الميناء،
5. حمام عزالدين الذي يقع في محلة باب الحديد، بناه الأمير عزالدين أيبك الموصلّي يعتبر من أشهر الحمامات في طرابلس، استمر في العمل حتى منتصف الثمانينات، وأصبح مهجورا وبحالة سيّئة. رمم سنة 2007 تحت اشراف المديرية العامة للآثار في لبنان، هو مفتوح حالياً للزيارة.
6. حمام العبد (قرب خان الصابون) الذي بني في أواخر القرن السابع عشر، وهو البناء الوحيد من نوعه الذي ما زال يعمل حتى اليوم ولا يزال صامدا في وجه كل الظروف حيث يستعيد فيه أبناء طرابلس ذكريات مجد غابر كان فيه الحمام التركي أو الشرقي وسيلة التسلية الوحيدة في مجتمع متزمّت يرفض التجديد والتغيير.

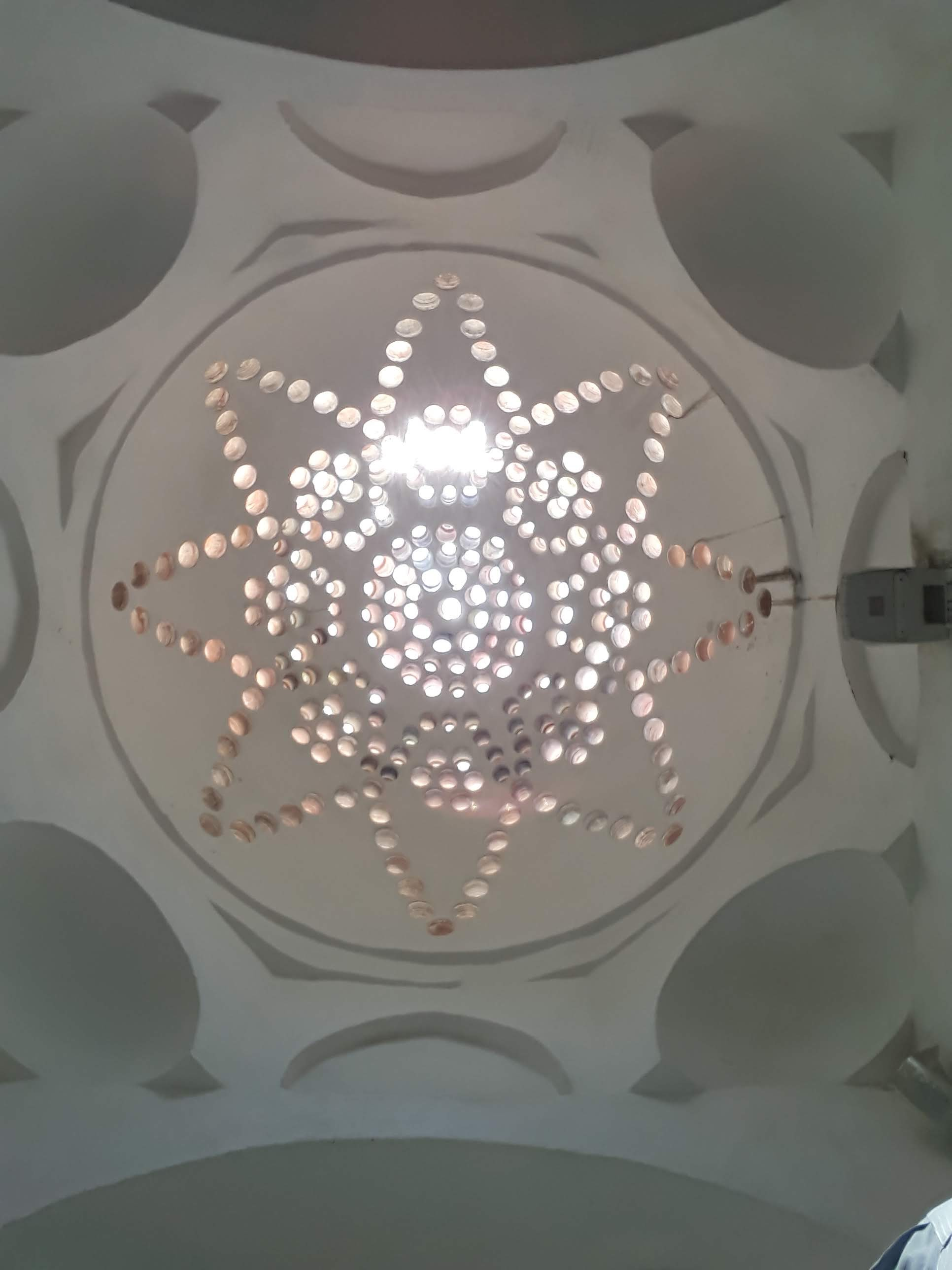
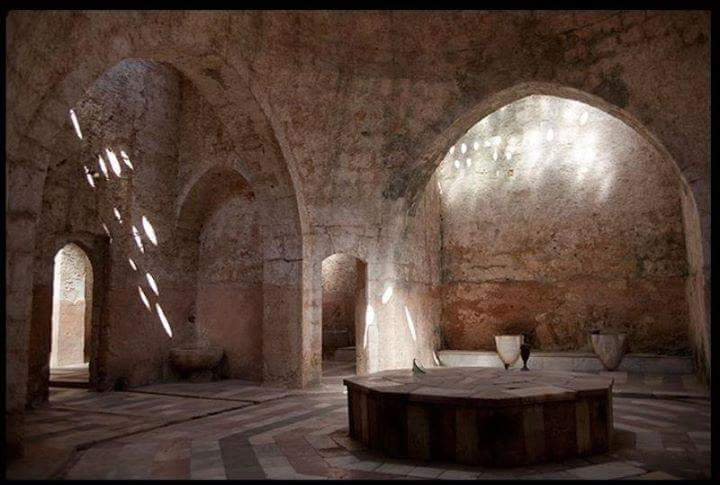
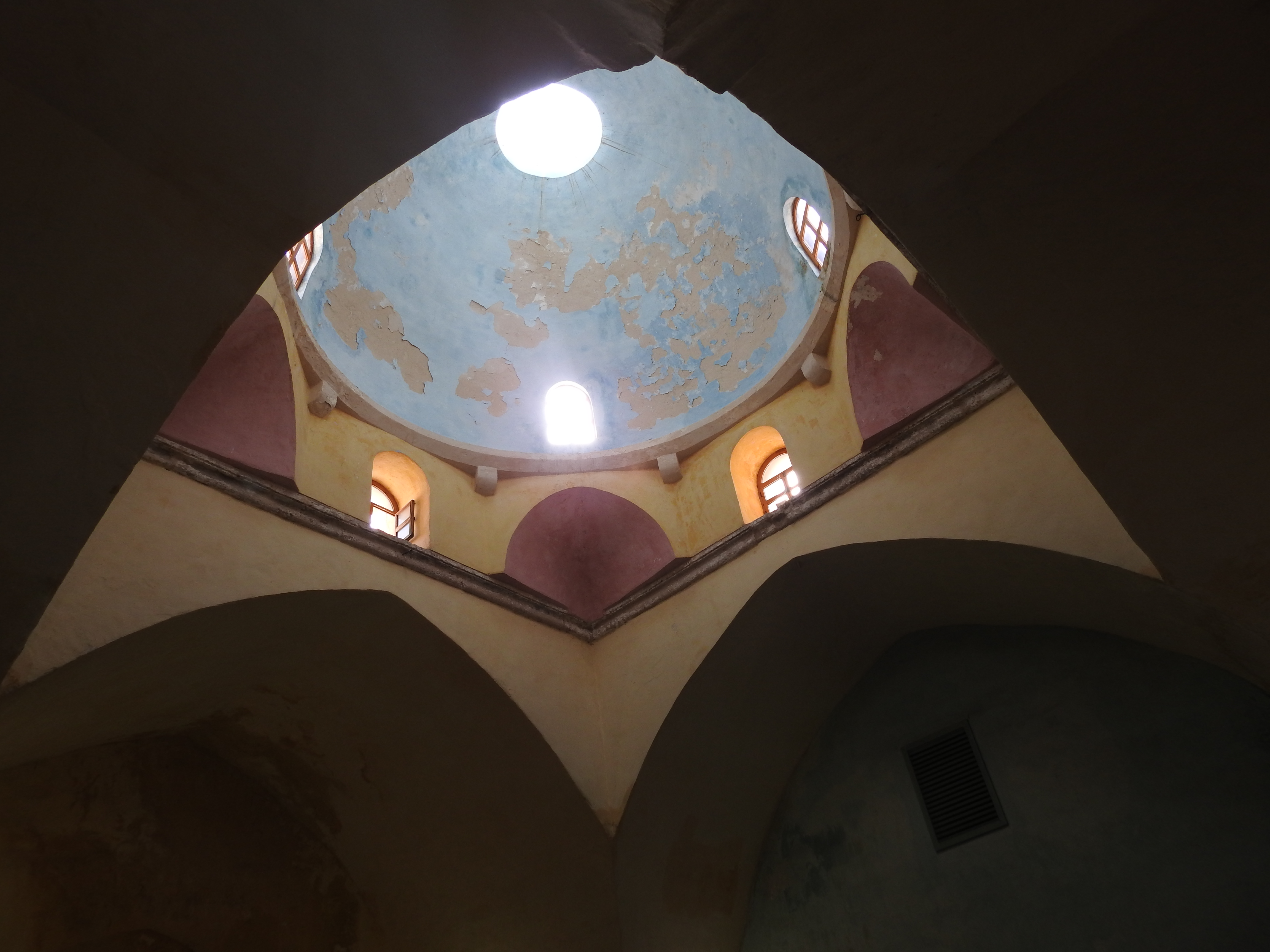
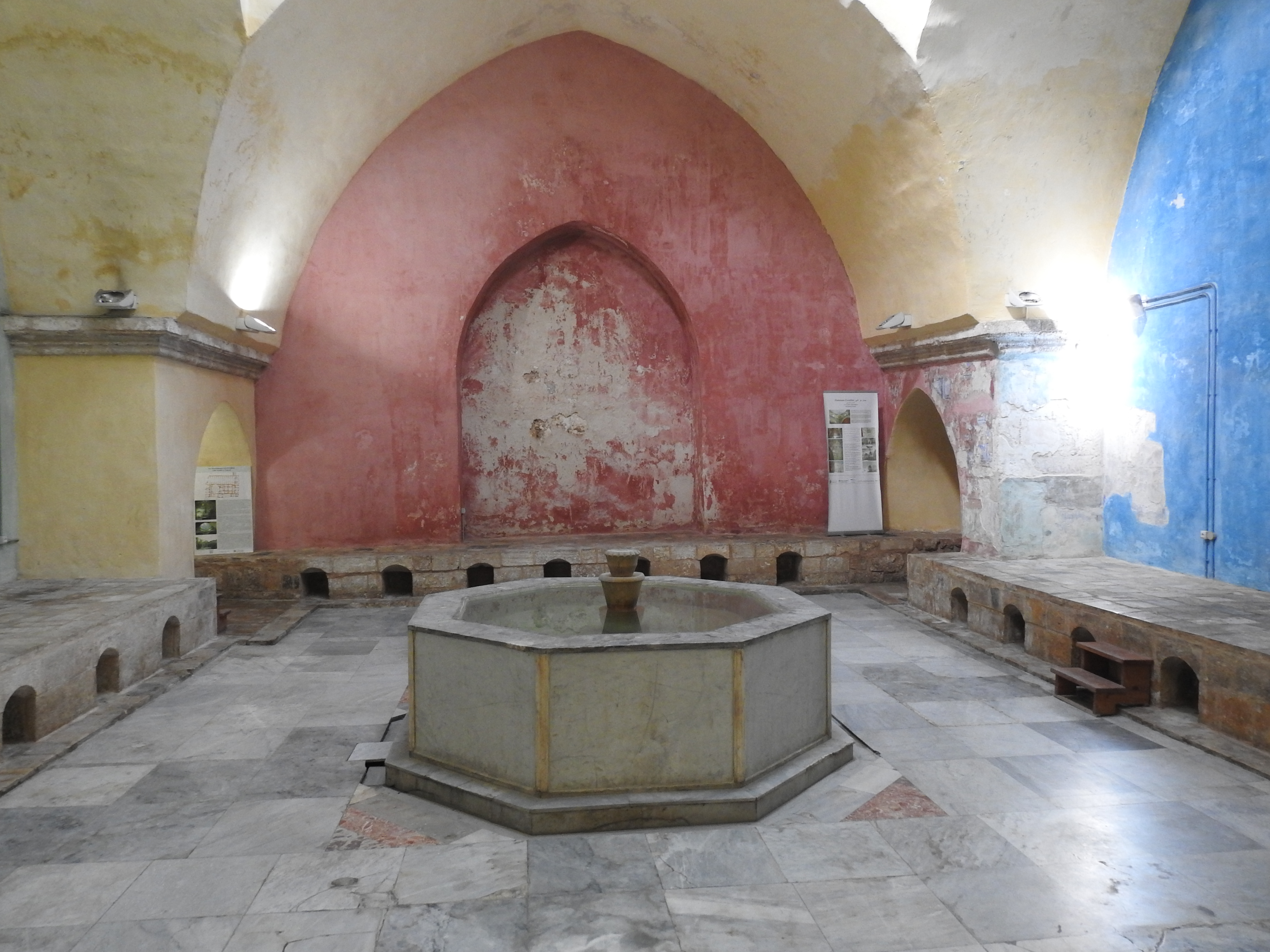

### القصور
أبرز قصور طرابلس هو قصر نوفل العثماني المعروف بمركز «رشيد كرامي الثقافي البلدي» بعد أن حولته بلدية المدينة إلى مكتبة عامة وقاعة محاضرات ومعارض.
وهناك أيضًا قصرُ الأمير المملوكي سَنْجَر الحمصي الذي سكنه عام 1324 م، وقصر الأمير المملوكي سيف الدين أَلْطُنْطاش من القرن 13 م.
وقصر الأمير عز الدين أيبك الموصلي وهو من عصر المماليك، به زخارف أندلسية شبيهة بقصر الحمراء في غَرْناطة، وبعد القصر ضريح الأمير، وفوق نافذته اللوحة التاريخية العائدة إلى العام 1299 م.
وهكذا

### البرك
عشرات البِرَك وسُبُل المياه منتشرة في أسواق المدينة القديمة، وتتميز بها عن غيرها من المدن ومنها بركة الملاحة التي كانت تُملأ في الأعياد بأنواع الشراب، من عصير البرتقال، أو التمر هندي، أو الليمون، أو السوس، ويشرب منها الناس مجانًا لمدة ثلاثة أيام، وأحيانًا لمدة أسبوع كامل.
وسبيل ماء مملوكي يعرف بـسبيل التينة، بناه الأمير محمد بن مباركشاه العلائي في العام 1414 م. وفي داخله لوحة تاريخية.

### الأبراج والقلاع
تشعّبت حارات طرابلس ودروبها وأزقّتها الملتوية تحت عقود الدّور والمنازل التي توفّر لها حماية ذاتيّة بحيث تحوّلت في معظمها إلى سراديب ودهاليز وساباطات سريّة لا يعرف السيّر فيها إلاّ أهلها، بمعنى أن بناءها
وخِططها كانت عسكرية دفاعية، وأقيم على امتداد ساحلها ستة أبراج حربية للمرابطة فيها والدفاع إذا دهمها العدو وهي:
1. برج الأمير أيتمش،
2. برج الأمير جُلُبّان،
3. طرباي (الشيخ عفّان)،
4. الأمير الأحمدي (الفاخورة)،
5. الأمير برسباي (المعروف بالسباع)،
6. وبرج السلطان قايتباي (المعروف ببرج رأس النهر)، ّ.

أما قلعة طرابلس فهي أكبر القلاع الحربية في لبنان وأقدمها، أسسها القائد العربي سفيان بن مجيب الأزدي في العام 636 م. وبنى فيها الفاطميون مسجدًا أوائل القرن 11 م
وبنى القائد التولوزي ريموند دي سان جيل حصنًا فوقها عام 1103 م. ثم حوله الأمير المملوكي أسَتُدَمُر الكُرْجي عام 1307 م إلى قلعة وبنى بها أبراجاَ، ثم أضاف السلطان العثماني سليمان بن سليم الأول عام 1521 م البرج الشمالي وفيه باب القلعة.

تقع القلعة فوق تلةٍ صخرية وتتألف من 4 طبقات، بها حمام قديم و3 مساجد، وسجن، وإسطبل للخيول، وقاعات للقادة وكبار المسؤولين، وقاعات ضخمة للجند والذخيرة والمدفعية وآبار وخزانات للمياه، وأحواض للشرب، ومقابر، وباحات واسعة للتدريبات العسكرية والاستعراض، وأكثر من 100 حجرة مختلفة الاتساع، ونحو 10 أبواب في أسفل أسوارها، بعضها يؤدي إلى النهر، وبعضها يؤدي إلى الأسواق الداخلية إضافة إلى نوافذ للمدفعية.

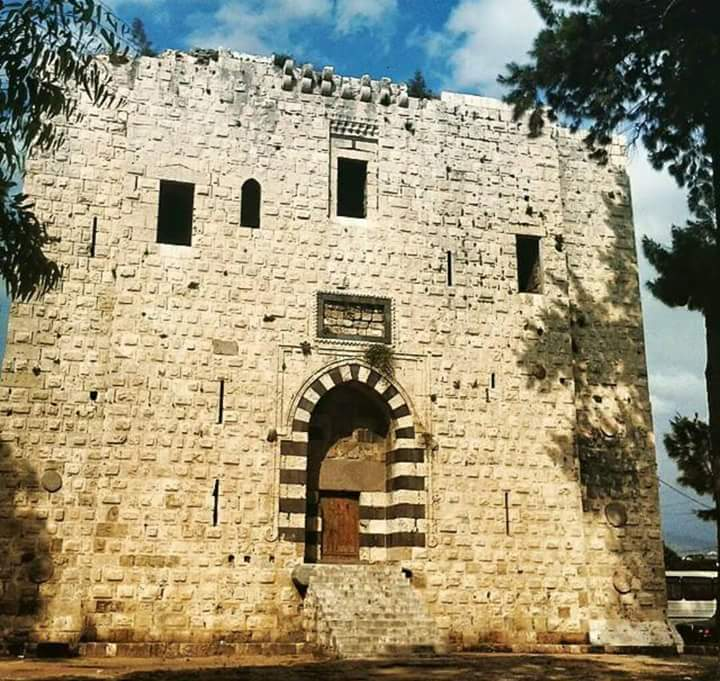
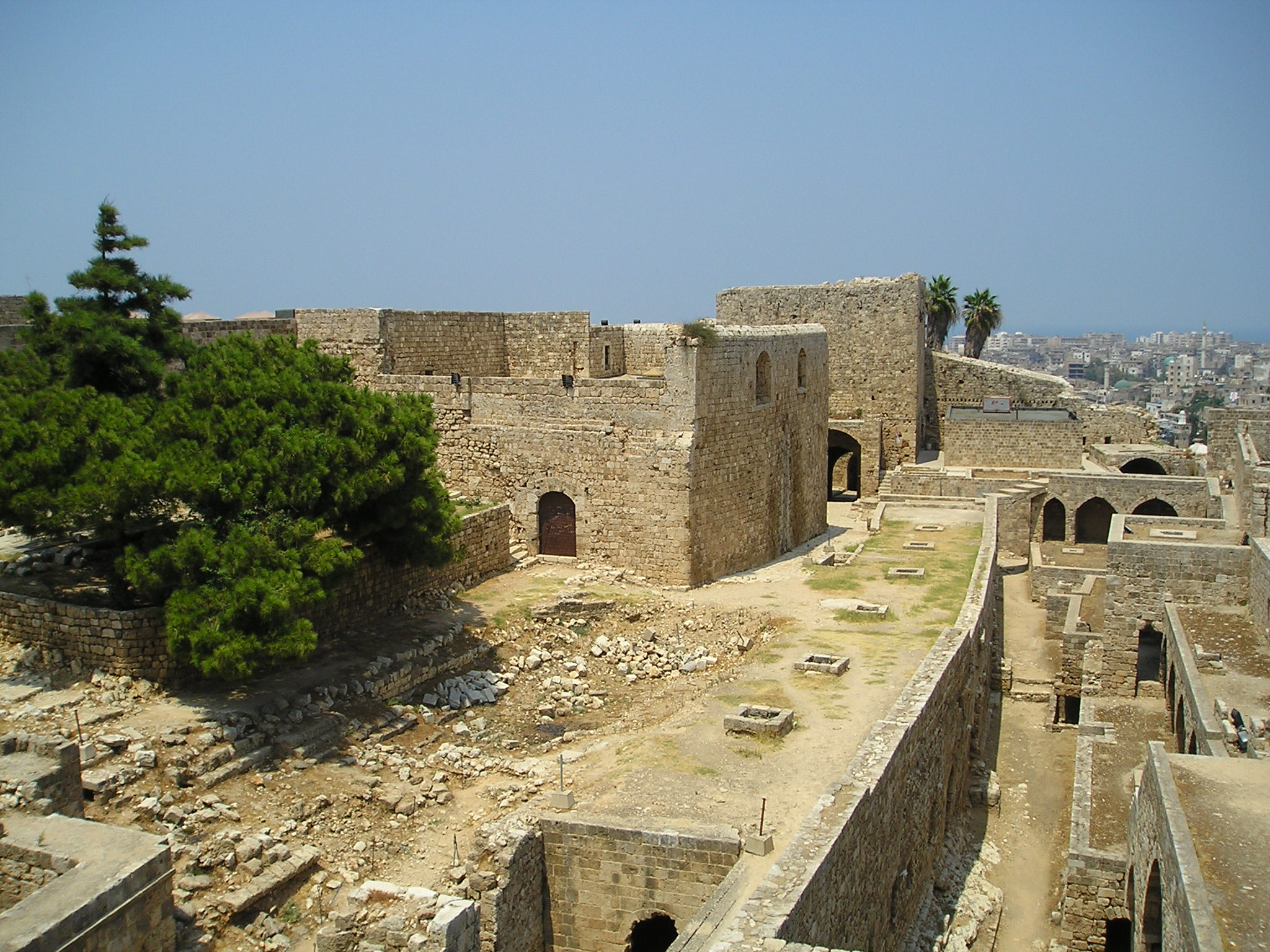
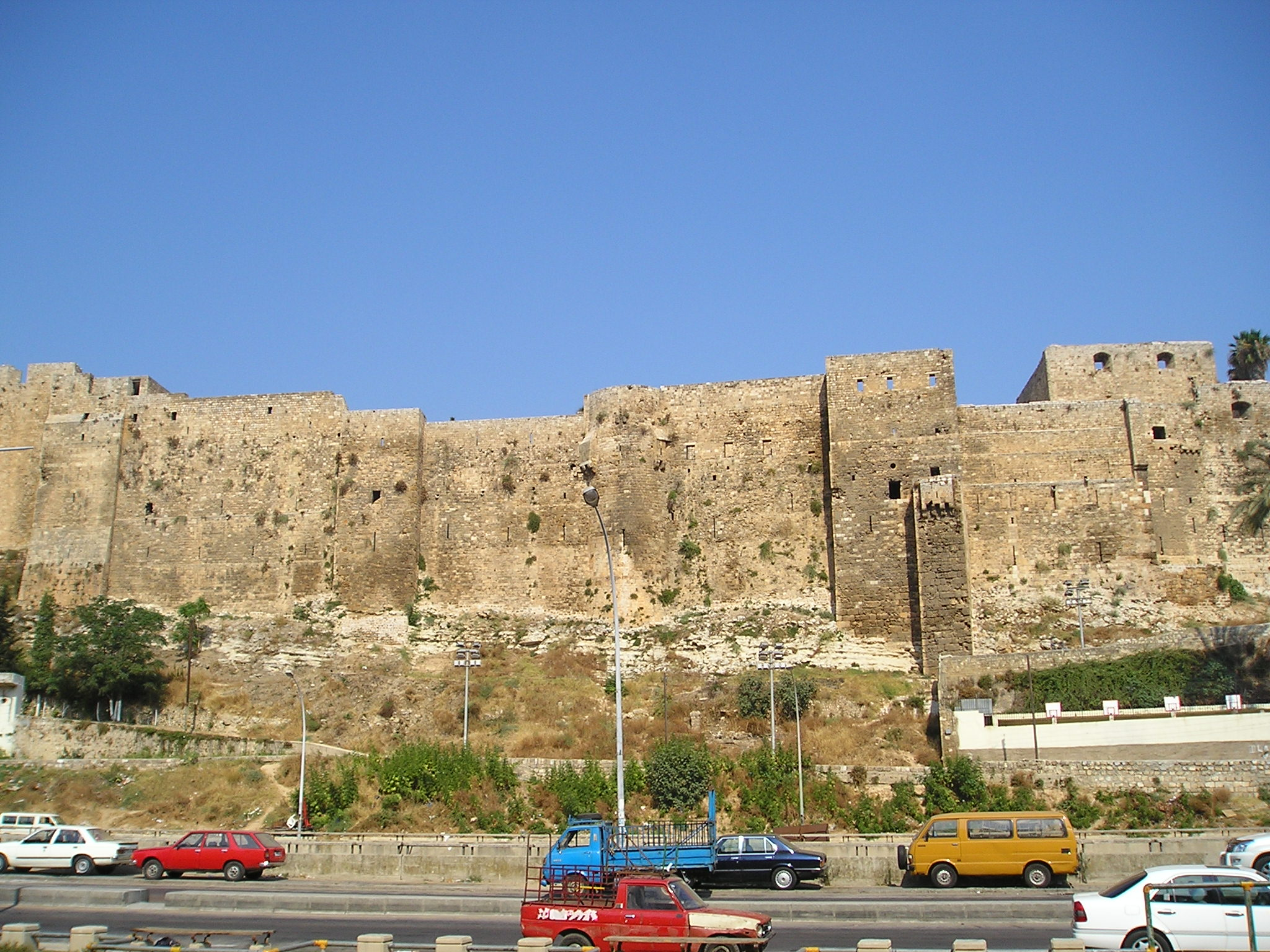
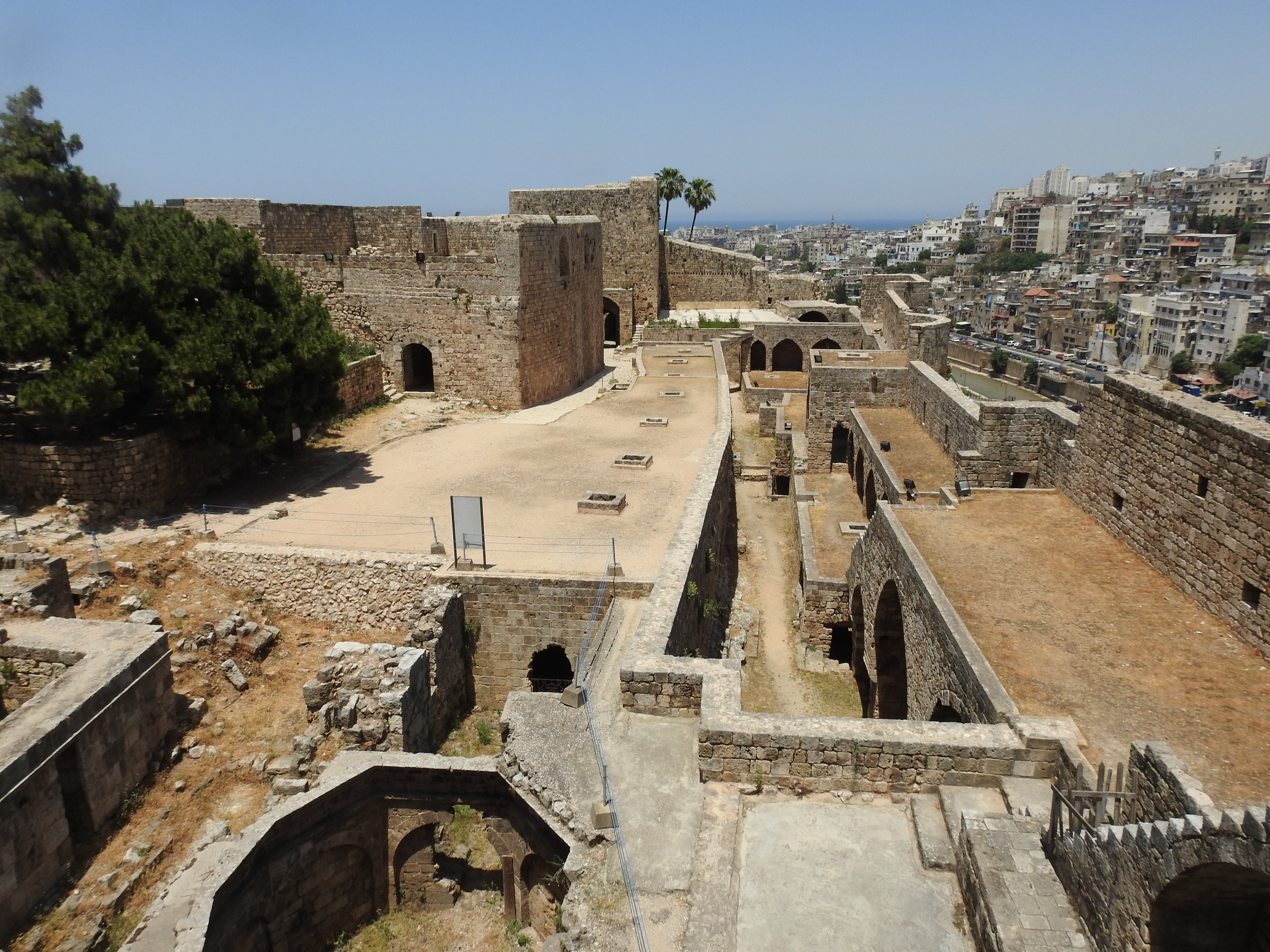

## المواصلات

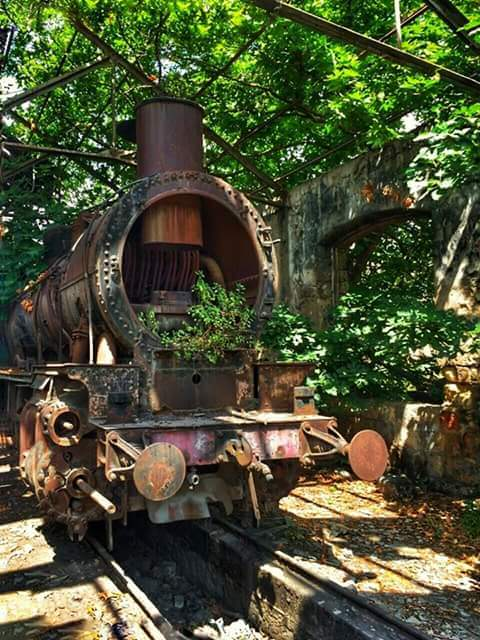
محطة القطار القديمة في طرابلس لبنان

## مرفأ طرابلس

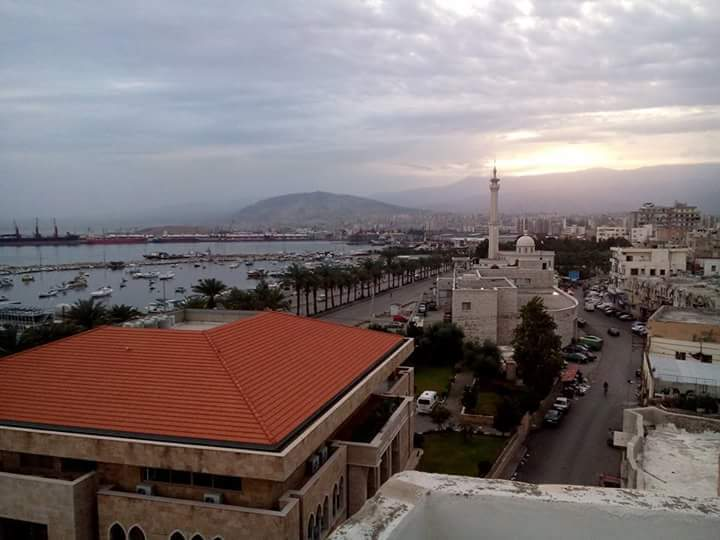
المينا - طرابلس

مرفأ طرابلس يعتبر البوابة الأساسية لدخول البضائع إلى منطقة الشرق الأوسط وعرف تاريخيًا بهذه الأهمية لقربه من الداخل السوري من دون عقبات جغرافية.
إلى ذلك يعد هذا المرفأ أحد أهم بوابات تنشيط الحركة الاقتصادية في مدينة طرابلس وعموم الشمال وهو يشهد حاليا ورشة عمل متواصلة لتطويره، منها: إنشاء رصيف جديد مع منطقة خلفية تم اعتمادها كمنطقة اقتصادية حــرة، وتعميق حوض وتنفيذ أعمال الصيانة للعنابر ومنشآت المرفأ.
ونظرًا إلى تطور بعض أنواع التجارة في المنطقة والتي تمتد على فترات طويلة ماضية فإن استيراد الأخشاب والأسمدة إلى لبنان أصبح من اختصاص مرفأ طرابلس بشكلٍ عام.
يشار إلى أن عدد الأرصفة الحالي في المرفأ هو 7 وتقع بجانب أحواض مائية.

## الحرف

### الحلويات
كما تشتهر مدينة طرابلس بغنى آثارها وكثرة مساجدها والتكايا والزوايا فيها هي أيضًا تشتهر بصناعة الحلويات التي ذاع صيتها في كل أرجاء الوطن وتعدى الحدود والجغرافيا حتى أضحت الحلويات ملازمة لعراقة طرابلس وأصالتها الموصولة عبر تاريخها القديم العابق بالتراث.
ومن أبرز الأنواع التي تعرف بها المدينة: الفيصلية، تاج الملك، الكلاج، حلاوة الجبن، ميرامار، بقلاوة، برمة، عش البلبل، كول وشكور، بسمة، وبصمة، حلاوة الشميسة، بلورية، إضافة إلى أنواع الكنافة والفروكة.
اقترن اسم طرابلس بالحلويات عبر تاريخها وما زالت محافظة عليه أمانة لا ترد تتوارثه جيلًا من جيل وتماشيًا مع سياسة الانفتاح الدائم على التطور والآفاق الجديدة.
صناعة الحلويات الطرابلسية التي ازدهرت منذ نحو القرنين من الزمن افــرزت أسماء عائلات عديدة استثمرت في هذا المجال، أبرزها عائلة الحلاب التي ارتبط اسمها بالحلويات الشرقية. وتحولت هــذه الحرفة على ايدي أفراد العائلة إلى صناعة متكاملة وماركة تجارية امتدت شهرتها خــارج المدينة والوطن وعبر القارات.
و امتازت أيضا في نفس المجال حلويات التوم من خلال عائلة التوم التي اشتهرت تاريخيا بالتجارة وصناعة الحلويات العربية بنكهة طرابلسية أصيلة ويحتفظ أبناء العائلة من جيل إلى جيل بأسرار المهنة والصنعة ويشرفون على الإنتاج وتتجلى أسرارهم في حلاوة الجبن خاصة التي صارت ارثا «ثقافيا» بالعائلة وبالمدينة، وقد تأسست في طرابلس القديمة سنة 1919 م على يدي مؤسس وعميد المهنة والصنعة عبد السلام التوم، وفرعها الرئيسي الأثري يقع جانب مسجد التوبة الأثري مقابل خان العسكر التاريخي والأثري.

## التعليم
في مجال التربية والتعليم تضم طرابلس وضواحيها عددًا كبيرًا من المدارس من مختلف المستويات، حكومية وخاصة. كذلك توجد في طرابلس وضواحيها عدة جامعات. وفي ما يلي الجامعات الموجودة داخل طرابلس وفي ضواحيها:
- الجامعة اللبنانية - فرع شمال لبنان
- جامعة القديس يوسف (اليسوعية) - فرع شمال لبنان
- جامعة المدينة (المنار سابقا)
- جامعة بيروت العربية في طرابلس
- جامعة الجنان
- جامعة البلمند (في قلحات بقضاءالكورة، قرب حدود المدينة)
- جامعة سيدة اللويزة - فرع شمال لبنان (في برسا بقضاءالكورة قرب حدود المدينة)
- جامعة طرابلس
- جامعة الآداب والعلوم والتكنولوجيا - فرع شمال لبنان (في القلمون، عند حدود المدينة)

## المهرجانات
بعد توقف ثلاث سنوات فرضته الأحداث الأمنية المتلاحقة، عادت مهرجانات طرابلس، للانطلاق هذا العام، عبر سلسلة من الحفلات المتنقلة ما بين معرض رشيد كرامي الدولي ومهرجانات الشارع والحدائق، بهدف تعزيز الحركة السياحية في طرابلس، ووضع المدينة على الخارطة السياحية اللبنانية جديًا.
وعودة المهرجانات هذه ترافقة مع تقدم نوعي في العمل حيث باتت تدار وتنظم بــمـشاركة محلية واسعة سمحت بالاستغناء عــن استقدام إداريــيــن ومنظمين من خارج المدينة.
وتضمن برنامج المهرجانات حفلات متنوعة منها: الفنانة نجوى كرم والفنان وليد توفيق وفرقة الباليه البيلاروسية وفرقة «قونيا» التركية الصوفية (للدراويش- الطريقة المولوية) وكورال الفيحاء وكورال الأطفال.
إضافة إلى نشاطات مجانية مواكبة للمهرجان: فرقة Rap Music «سبع طقات» وفرقة نهوند للموسيقى في «تحية إلى عبد الوهاب» ومسرحية للأطفال، كريم دكروب، وتوزيع جوائز للمبدعين الشباب، وحوار الحضارات بالموسيقى (بيانو وعود)، ومشروع «من الحبة قبة» أمسية للحكواتي.

## معرض رشيد كرامي الدولي والستاد الأولمبي

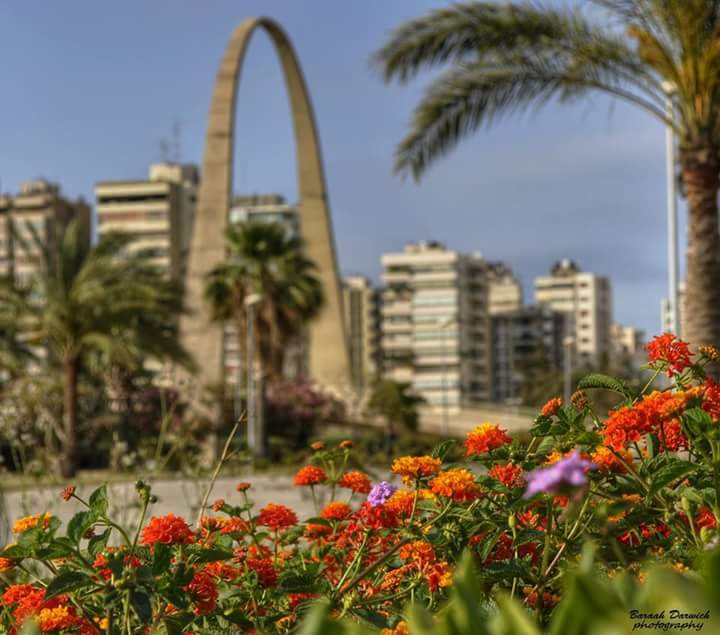
مشهد من معرض رشيد كرامي الدولي

عند الوصول إلى طرابلس تبدو جليًا منشأتان مهمتان تدلان على دخول طرابلس في ركاب التطور، فالتحديث الأول هو معرض رشيد كرامي الدولي وهو المعرض الرسمي الوحيد في لبنان، والثاني الستاد الأولمبي الذي استضاف بطولة الأمم الآسيوية في كرة القدم في العام 2000، إضافة إلى أنه يستخدم في الآونة الأخيرة لمباريات الركبي.
إضافة إلى ما ذكر هناك منتجعات طرابلس البحرية المنتشرة على طول شاطئها الجنوبي.

## مدن توأمة
نابولي، إيطاليا
 دمشق، سوريا
 لارنكا، قبرص
 فارو، البرتغال

## وصلات خارجية
- موقع رسمي لبلدية طرابلس
- موقع طرابلس الإلكترونية نسخة محفوظة 4 مايو 2011 على موقع واي باك مشين.
- أخبار طرابلس على تويتر
- عائلات طرابلس - موقع مدينة طرابلس
- اللهجة الطرابلسية - موقع مدينة طرابلس
- رحلة الدارس في تاريخ طرابلس - خالد زيادة
- عملية الموساد في طرابلس